# Szent István-székesegyház (Bécs)
A Szent István-székesegyház (németül: Stephansdom, Stephanskirche, elterjedt becenevén Steffl) az első keresztény vértanú és Mindenszentek tiszteletére felszentelt, a 12. századtól több évszázadon át épített gótikus székesegyház Bécs belvárosában, a Stephansplatzon.
A katedrális Ausztria egyik legfontosabb gótikus épülete. Az 1230-tól 1263-ig állt késő román stílusú elődépület egyes részei máig fennmaradtak, és a nyugati homlokzatot alkotják, amelyet a két, mintegy 65 méter magas hangatorony szegélyez. A templom jelenlegi kinézetét a IV. Rudolf által megálmodott gótikus bővítések határozzák meg. Az építmény 109 méter hosszú és 72 méter széles,  összesen négy tornya van: 136,4 méteres magasságával a déli torony a legmagasabb, az északi torony viszont befejezetlen maradt és mindössze 68 méteres. Jelentőségét mutatja, hogy az Osztrák–Magyar Monarchiában a székesegyház déli tornyánál magasabb építmény létrehozását megtiltották, például a linzi Szűz Mária-székesegyház emiatt lett két méterrel alacsonyabb.
Jelentős magyar vonatkozása, hogy I. Lipót parancsára itt helyezték el az eredeti máriapócsi Madonna-kegyképet, emellett több magyar uralkodót is ide temettek el. 1365-től káptalani, az 1470-es évek óta püspöki, 1723 óta pedig érseki katedrális. Az épület az osztrák főváros és az ország egyik jelképe, az osztrák gótikus építészet csúcsteljesítménye, 2001 óta pedig Bécs belvárosával együtt a világörökség része.

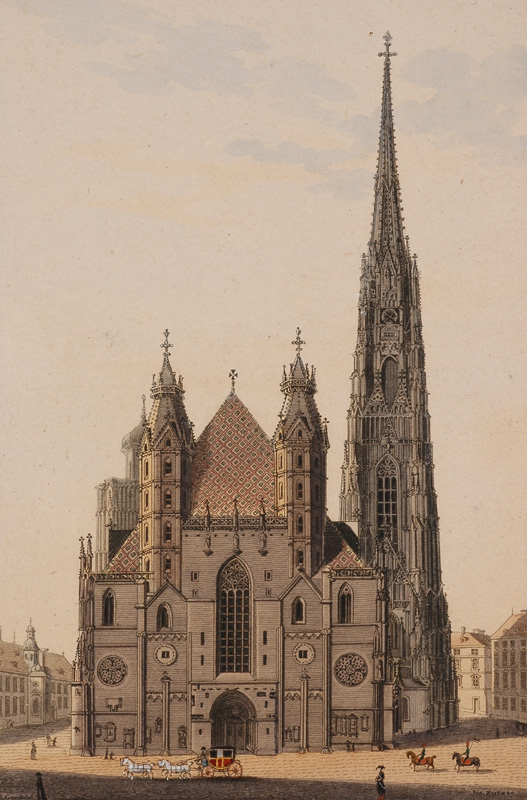
Eduard Gurk: A Szent István-székesegyház (1830)

## Története

### A kezdetektől 1945-ig
A terület, ahol később a székesegyház felépült, az egykori ókori római katonai tábortól, Vindobonától keletre fekszik, amit egykoron canabae legiones, a tábor elővárosa foglalt el. Az 1. és 3. század között itt állt házakat és utcákat a 4. században temetők váltották fel, amelyekből 1690 óta egyre több lelet és feltárt sír kerül a napvilágra.
Az épület történetének kezdete 1137-ig nyúlik vissza, amikor is IV. Lipót osztrák őrgróf és Reginmar passaui püspök megkötötték a mauterni csereszerződést, amelyben javakat és egyházi jogokat is kicseréltek annak érdekében, hogy a püspök az akkori város templomán kívül egy új templom építését engedélyezze, amelyet cserébe Szent István vértanúnak, a passaui püspökség védőszentjének kell ajánlani. Megegyeztek, hogy a már meglévő Szent Péter-templom plébániai jogai az új bécsi püspököt illetik meg. A Bécshez tartozó Ruprecht-templomot is egy salzburgi szentről nevezték el, hogy ezzel is politikai gesztust tegyenek.
Az első templomot 1147-ben fejezték be, és ugyanabban az évben pünkösd körül (1147. június 8.) szentelte fel Reginbert püspök, majd a kíséretéből Eberger passaui papot nevezték ki az első plébánosnak. A templom akkoriban túlméretezett volt a város számára, ezért érdemes lehetett volna erőfeszítéseket tenni esetleges püspöki széktemplommá alakításáért. A templomot az 1137. december 26-i napkeltéhez keletelték.
1230 és 1245 között II. Frigyes herceg uralma alatt egy másik késő román stílusú épületet emeltek, amelynek nyugati homlokzata ma is látható, és két Pogány toronyból (Heidentürme) és a köztük lévő Óriáskapuból (Riesentor) áll. Mindkét név eredete részben tisztázatlan. A Pogány tornyok talán azokból a kövekből épültek, amelyek az ókori római romokból származtak, másik magyarázat lehet a nem keresztény termékenységi szimbólumok, mint a fallosz és vulva ábrázolása is, amelyek a tornyok alatti nyugati fal két vakoszlopát koronázzák. A legenda szerint az Óriáskapu név egy hatalmas kapu fölé akasztott mamutcsontig nyúlik vissza, vagy egy óriásig, aki segített az építkezésben; valójában a név a középfelnémet risen (süllyedni, zuhanni) szóból és a kapu tölcsérszerű alakjából ered.
Az 1258-as tűzvész után az épületet az új uralkodó, II. Přemysl Ottokár uralma alatt befejezték, és Gerhard lelkész vezetésével 1263-ban újraszentelték. A Pogány tornyok felső szintjeit csak utólag építették meg. A két tornyot egy kései gótikus gyertyaív köti össze, amelynek feladata a két torony megtámasztása. Ez a középkori átépítés megakadályozta a nyugati oldal területén történő további átépítéseket. A gyertyaívet általában az orgona elrejti, de a 2018-as orgonafelújítás során látható volt. 1276-ban ismét tűz ütött ki, amely megrongálta a kórust, de nem érintette a nyugati homlokzatot és a nyugati galériát, illetve a Pogány tornyok szomszédos helyiségeit.
A Habsburgok uralma alatt, akik 1282 óta az osztrák hercegi címet viselték, megkezdődött a gótikus építkezések időszaka. I. Albert és II. Albert osztrák hercegek uralkodása alatt nemcsak a tűzkárokat javították ki, hanem 1304 és 1340 között egy megnagyobbított gótikus kórust is építettek, amely Albertinischer Chor néven ismert a mai napig. A kórust 1340. április 23-án szentelték fel, amikor a belső tér már nagyrészt elkészült, azután már vallási célokra is fel lehetett használni, amint azt a dokumentumok és a liturgikus tevékenységre felkészített oltárok mutatják.
Az Alapító címmel illetett IV. Rudolf herceg uralkodása jelentős volt a templom számára: 1359. április 7-én letették a déli torony és a templom gótikus bővítésének alapkövét. Az egyik forrás kifejezetten a kórusról szól, amelynek az 1365-as újraszentelését dokumentálja. Királyi székhelye főtemplomának fejlesztése céljából Rudolf (aki 1358/59 óta a főherceg címet viselte) 1365-ben a bécsi Hofburg Mindenszentek-kápolnájának kolostori kollégiumát a Szent István-templomhoz helyezte át, és dómkáptalannak nevezte ki őket, prépostjának az Ausztria főkancellárja címet adományozta és kinevezte az új bécsi egyetem kancellárjává (rektorává). Azóta a Mindenszentek, amely a testületre vonatkozik, a székesegyház második patrónusa lett. Ez csak az első lépés volt Bécs régi vágyának valóra váltásában, hogy a város saját püspököt és egyházmegyét szerezzen. A jelentős ereklyegyűjtemény és a hercegi kripta megalapítása is IV. Rudolfhoz kötődik, akárcsak a nyugati hajó két kápolnájának, és a hozzájuk kapcsolódó fejedelmi kapunak (Fürstenportale) a felépítése. Amikor Rudolf 1365-ben váratlanul meghalt, a kórusban temették el.
Rudolf legfontosabb tette a magas déli torony építésének megkezdése volt, még akkor is, ha uralma hét évében a hatalmas projektből alig több, mint az 1391-ben felszentelt Katharinenkapelle egy része valósult meg. Máig bizonytalan, hogy ki volt a gótikus épület tervezője, építője. Csak 1368-ban említik először a Seyfried nevű Magister operum ad St. Stephanum (a Szent István építőmestere) jelzővel ellátott mestert. A régebbi kutatásokban Michael Knab hercegi építőmesternek is jelentős ráhatást tulajdonítottak, de a székesegyház felépítésében való részvétele teljesen kizárható.
1407-re a torony magassága elérte a tetőszerkezetét, amikor is jelentős korrekciókat hajtottak végre, mivel Thomas Ebendorfer korabeli beszámolója szerint a művészetben jártas és a toronyépítésben híres építők olyan mértékben eltértek az eredeti tervtől, hogy mindent, amit több év alatt költségesen ráépítettek, le kellett bontani addig, ahol az első építtető otthagyta a munkát. Ez nyilván Wenzel Parler volt prágai székesegyház-építőre utal, aki 1403–1404-ben haláláig vezette az építési munkálatokat Bécsben. A tornyot végül 1433-ban Peter és Hans von Prachatitz a módosításokkal együtt befejezték, így ez a 136 méteres harangtorony Európa legmagasabbja volt egészen a strasbourgi katedrális tornyának 1439-es elkészültéig.
1469-ben III. Frigyes császár II. Pál pápához fordult, hogy Bécsnek olyan püspököt adjon, akit a császár nevezhet ki. A passaui püspökök hosszú ellenállása ellenére, akik nem akarták elveszíteni az irányítást a jelentős térség felett, a Bécsi egyházmegyét 1469. január 18-án hozták létre, székesegyháza a bővítés alatt álló Szent István-székesegyház lett.
1511-től 1515-ig Anton Pilgram szobrász és építész vette át az építési munkálatok irányítását, befejezte az orgona talapzatát, és részt vett többek között a székesegyház szószékének kivitelezésében, ahol a hagyomány szerint az egyik fülkéjébe helyezte el önarcképét. Hans Herstorffer, aki 1637 és 1650 között tevékenykedett a székesegyház építőmestereként, 1647-ben barokk stílusúra cserélték a belső díszítést, ekkor készült el a Johann Jacob Pock szobrászművész és testvére, Tobias Pock festőművész által készített főoltár. Az 1683-as török ostrom során a székesegyházat török ágyúgolyók rongálták meg, a védők a toronyból kilőtt jelzőfényekkel próbáltak segítséget kérni, amely végül meg is érkezett, és a város megmenekült. Az új nagyharangot, amely mély dörgő hangjáról a Pummerin nevet kapta, 1711-ben készítették el ostromlók ágyúit is felhasználva. 1713-ban, Johann Carl Trumler főépítészségének idején III. Károly király a székesegyházban tette azon fogadalmát, hogy új templomot építtet, ha a pestisjárvány véget ér. Körülbelül három évvel később kezdték meg a Károly-templom építését, így a dóm építése megrekedt. 1722-ben XIII. Ince pápa érsekséggé emelte az egyházmegyét, így a dóm ettől fogva érseki székesegyház lett.
A 19. századi felújítások után az Osztrák Császárság császári sasát színes kerámiacserepekkel rakták ki a Szent István-székesegyház tetejének déli oldalára. A sas mellvértjén I. Ferenc császár monogramja volt olvasható. A második világháborús tűzvész utáni tetőszerkezet rekonstrukciójával az északi oldalra az osztrák szövetségi sas került Ausztria címeréről, amely azonban heraldikailag rossz irányba néz, mellé pedig a bécsi címer sasa került.

### A második világháború pusztítása és az újjáépítés
A Szent István-székesegyház nagyobb károk nélkül túlélte a második világháború alatti bombázásokat és a városi harcokat. Április 6-án azonban bombatalálat érte a déli mellékhajó boltozatát. Amikor 1945. április 10-én kitűzték a fehér zászlót a toronyra, Gerhard Klinkicht (1915–2000) Wehrmacht-százados megtagadta Josef Dietrich városparancsnok azon utasítását, hogy a székesegyházat 100 robbanógránáttal elpusztítsák. A hálás utókor Klinkicht tettének elismeréseként 2000-ben emléktáblát állított a dóm oldalán.
1945. április 12-én a Szent István-székesegyház vörösfenyőből készült tetőszerkezete és harangtornyai teljesen leégtek. Ezt követően évtizedekig elterjedt volt a történet, miszerint a bevonuló szovjetek felgyújtották a székesegyházat, vagy hogy a visszavonuló német hadsereg tette ezt, szemtanúk beszámolóiból azonban kiderült, hogy a rablók és fosztogatók által felgyújtott környező épületekről terjedt át a tűz a dómra. A korábbi harcok lyukakat ütöttek a székesegyház tetején; a repülő szikrák ezen keresztül jutottak be a tetőszerkezet belsejébe, és meggyújtották azt. A bécsi csata alatti harc megakadályozta a hatékony tűzoltást, ezenkívül 1945. március 12-én a székesegyház két nagy vízvezetéke megsemmisült egy amerikai bombatámadásban. 1945. április 12-én éjjel az északi toronyban lógó Halbpummerin leszakadt és a baloldali kereszthajóba esett, az ott található Wimpassinger-kereszt pedig elégett. Az égő harangszék a Pummerinnel április 12-én délután összeomlott. Az óriási harang áttörte a harangkamra padlójának boltozatos nyílását, azon át a toronyterembe esett, ahol a padlóra zuhanva teljesen megsemmisült, és emellett összetörte Bécs török alóli felszabadításának emlékművét. A Zwölferin, más néven Fürstenglocke, a Viertelpummerin (Neuerinként is ismert) és a déli Pogány torony mindkét harangja leszakadt és elpusztult. Az értékes, 1886-ból származó Walcker-orgona is elégett, miután a parázs a boltozat nyílásán keresztül az égő tetőszerkezetről ráesett. Április 13-án a reggeli órákban egy 16 m magas támfal összeomlott a tetőszerkezetben, és több boltozatot is összetört a középső és a déli kórusban. A galériát a kórus orgonájával, a császári oratóriummal és az értékes gótikus kórus székeivel együtt a lezúduló romok összetörték, és az égő tetőgerendák meggyújtották. III. Frigyes sírja a körbefalazásnak köszönhetően szinte sértetlen maradt. 1947 novemberében a megmaradt déli kórus boltozatai is összeomlottak.
A Szent István-székesegyház újjáépítése közvetlenül a háború befejezése után megkezdődött, amit többek között a lakosság jelentős adományaiból finanszíroztak. Az új acél tetőszerkezet 1950-ben készült el. Az ünnepi újranyitásra 1952. április 23-án került sor, amikor az újraöntött Pummerint beemelték az északi toronyba. Külön emléktábla hirdeti az összes osztrák tartomány adományát és közreműködését. Felső-Ausztria készíttette el az új harangokat, Stájerország a kapuk felújítását vállalta magára, a kőpadlót Alsó-Ausztria állíttatta helyre, a padsorokat Vorarlberg, az ablakokat Tirol, a csillárokat Karintia biztosította. Az áldoztatórácsot Burgenland, a tabernákulumot Salzburg adományozta. Az új, modern acélvázas kerámiatetőt Bécs lakossága készítette és adományozta a dómnak.

## Műszaki adatok
A templom méretei lenyűgözőek: hossza 101 méter, a főhajó belmagassága 28 méter. Külső díszei közül szembeötlőek: a 137 méter magas, a helyiek által (a templommal közös) Steffl becenévvel illetett déli torony, és északi társa, a Sas torony, amely jócskán elmarad tőle 68,3 méterével. Ezt ellensúlyozva, ide függesztették fel a város és Ausztria legnagyobb harangját, a Pummerint, amelynek eredetijét 180 török ágyúból öntötték, amiket Bécs 1683-as ostroma során zsákmányoltak.
| Tulajdonság                              | Méret            |
| ---------------------------------------- | ---------------- |
| Teljes külső hossz                       | 107,2 m          |
| Külső szélesség                          | 34,2 m           |
| Mellékhajók belmagassága                 | 22,4 m           |
| Főhajó belmagassága                      | 28,0 m           |
| Kórus magassága                          | 22,4 m           |
| Déli torony (Südturm)                    | 136,44 m         |
| Északi torony (Nordturm) magassága       | 68,3 m           |
| A Pogány tornyok (Heidentürme) magassága | 66,3 m és 65,3 m |
| Tetőszerkezet hossza                     | 110 m            |
| Tetőmagasság a fal csúcsától             | 37,85 m          |

## A székesegyház külseje

### Déli torony

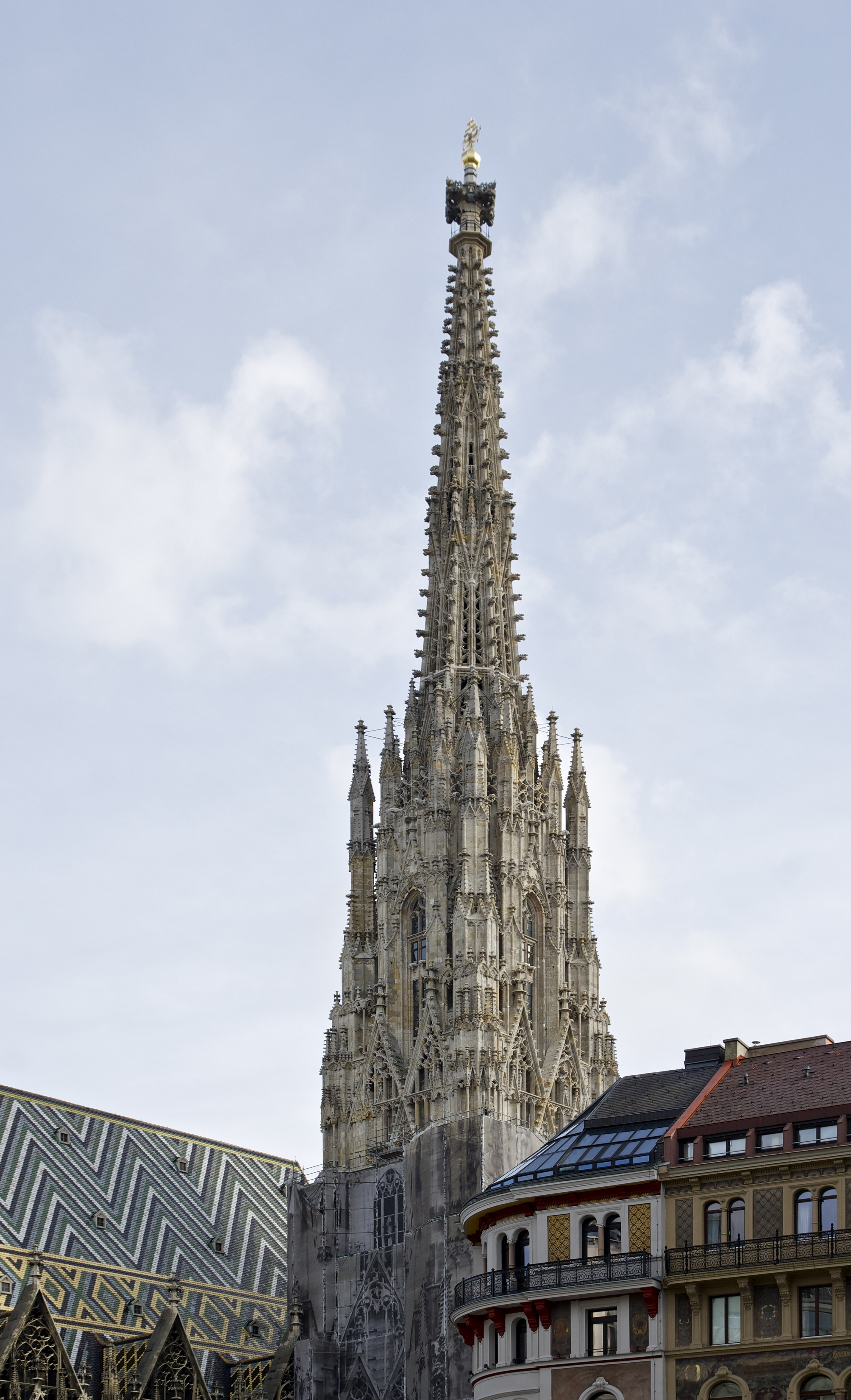
A déli torony felső része

A déli torony 136,4 méteres magasságával a templom legimpozánsabb eleme. Négyzet alaprajzú, amely fokozatosan nyolcszögbe megy át. 72 méteres magasságig látogatható, ahol az úgynevezett Türmerstube található. A torony tetejére vezető létrákat a székesegyház saját alkalmazottai tartják karban. A dóm főépítőmestere évente legalább egyszer leereszkedik a torony tetejéről, hogy ellenőrizze az épület szerkezetét és a karbantartási munkálatokat. A tetőt 12 fiatorony díszíti, valamint 11 harang lakik benne, amelyek a templom lenyűgöző összhangzásának döntő többségét adják.
A Szent István-székesegyház magas déli tornya kora egyik legmonumentálisabb alkotásának tekinthető, amelyet a hozzá hasonló tornyokkal ellentétben még a középkorban teljesen befejeztek. Nem tagozódik be közvetlenül a templom épületébe, mint a kölni dómnál, ahol kéttornyos homlokzatot alkotnak, az ulmi nagytemplomban, mint a nyugati főtorony, vagy a milánói dómnál, amelynek főtornyát az épület közepébe építették, így szerkezeti méreteit nem egy központi toronyban tetőzték be, hanem további elemként adták a főhajó oldalához. A bécsi torony egyedülállóságát ma is világossá teszi, hogy északi megfelelőjét csak részben tudták befejezni, és ezért az nem is járul hozzá annyira az épület általános megjelenéséhez anélkül, hogy a befejezetlenség érzetét ne keltené. A déli torony tetejét egy kettős kereszt (érseki kereszt) díszíti, amelyet egy kétfejű sas tart. Eredetileg a toronynak koronája volt, amely a Napot és a Holdat viselte, a szellemi és világi hatalmat szimbolizálva ezzel. Az 1529-es török ostrom után a bécsi polgárok ezeknek a szimbólumoknak a cseréjét kérték 1530-ban, mivel azok túlságosan emlékeztették őket a török szimbólumokra (csillag és félhold). A cserére azonban csak 156 évvel később, a szent kereszt felmagasztalásának ünnepén (szeptember 14-én) került sor 1686-ban a második török ostrom után.
A torony csaknem 75 éves építési idejének egészét, amely alatt időközben többször módosították a terveket, hagyományosan 1359. július 12-től, az alapkő IV. Rudolf és felesége, Luxemburgi Katalin általi letételétől a csúcsot lezáró gótikus keresztvirág 1433-as felhelyezéséig számítanak. A két esemény között jelentősebb tervváltozások történtek, amelyek először a dupla ablakos emelet hozzáadását, majd annak csökkentését határozták el. Az első elképzelés szerint ezt jelentősen az eresz magassága fölé emelték volna, de ezt követően csak az ablakok koronája fölé helyezték át, így az itt elhelyezett szobrok baldachinnal ellátott faldísze odaveszett. A templom ereszmagassága feletti teljes toronyrészt Peter von Prachatitz koncepciója szerint építették, ami nem jelentett visszatérést az állítólagos kezdeti tervhez. Még itt is további javítások találhatók az egyes emeleti szakaszok között, különösen azért, mert a sisak területére való átmeneti rész építése egybeesik a korábbi főépítész Peter von Prachatitznak Hans von Prachatitzra való leváltásával.
Az alépítmény és a csúcs közötti döntő tervváltozás a kinézet mellett a torony közösségi szimbólumként való használatát is befolyásolta. A IV. Rudolf által indított építkezést az uralkodó halála után a testvérei folytatták, ennek célja ekkor kizárólag az alapító dicsőségét hirdető emlékmű volt, de amikor a város a 15. század elején átvette a munkálatok irányítását, már nem állt különösebben az egyedi érdekek kihangsúlyozása, hanem a társadalom minden csoportjának összetartása a Habsburg korona alatt. Ugyanakkor, amikor a cseh huszita zavargások miatt a prágai Szent Vitus-székesegyház déli magas tornya befejezetlen maradt, Bécsben folyamatosan növekvő igényekkel építették tovább a saját déli tornyukat. Uralkodó helyzete miatt az elkészült torony félreérthetetlenül világossá tette, hogy Bécs építészeti szempontból időközben elfoglalta Prága helyét, és kész volt átvenni a birodalmi főváros szerepét is.  

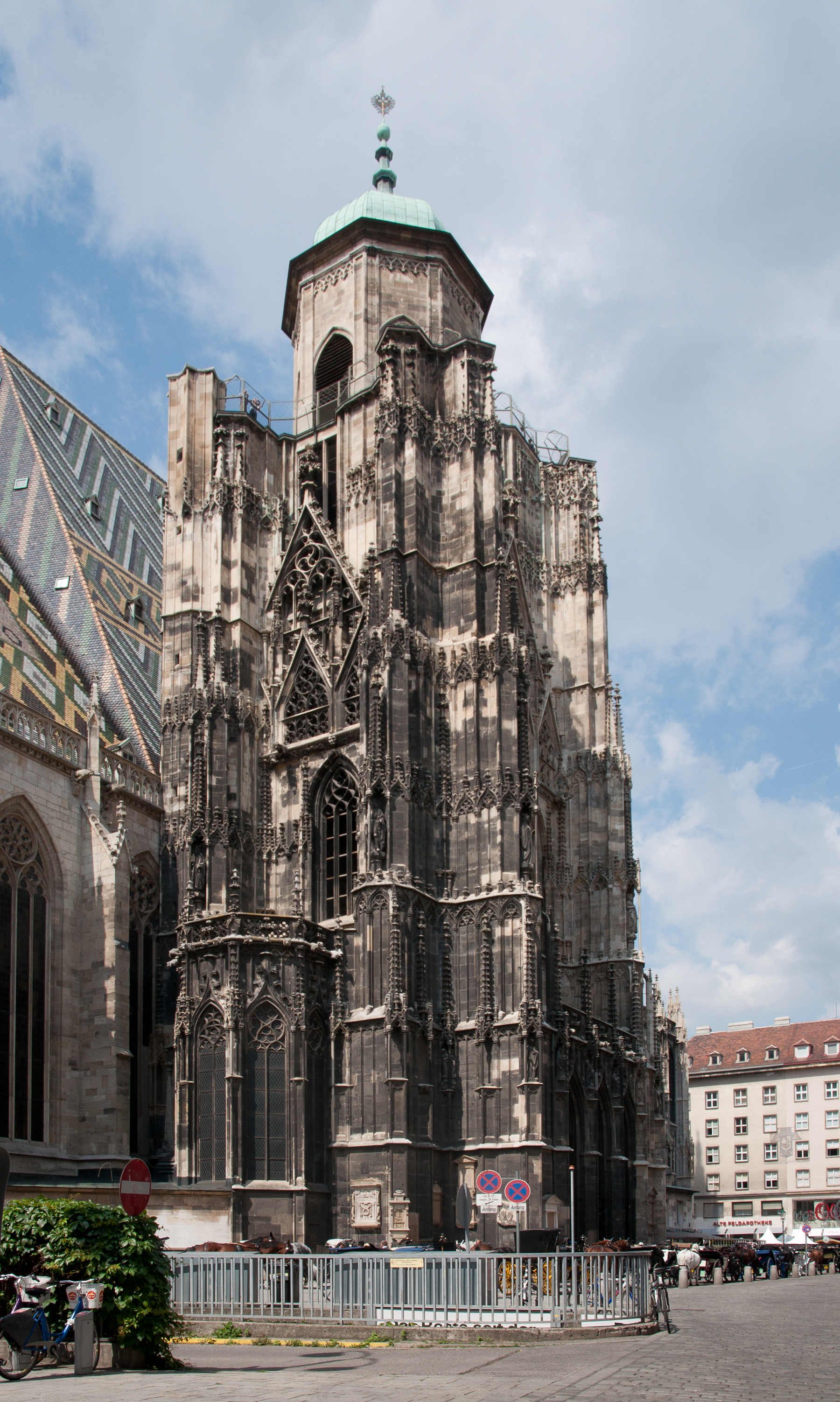
A csonka északi torony

### Északi torony
Az északi toronnyal a dóm külső megjelenését próbálták szimmetrikussá tenni, és ezzel befejezni annak építését. Ennek a toronynak az építési munkálatai 1467-ben kezdődtek III. Frigyes uralma idején, és egészen 1511-ig tartottak. Az északi torony történelmi okok miatt befejezetlen maradt, mivel akkoriban gazdasági nehézségek sújtották a várost, valamint a reformáció okozta káosz, amikor is Bécs 1520 körül protestáns várossá vált, míg az alsó-ausztriai területek felléptek a protestánsok ellen, és a lutheránus istentiszteleteket is betiltották a városi házakban, ráadásul a török terjeszkedés miatt a város elérhető közelségbe került az ellenség számára. Hans Saphoy von Salmansweiler vezetése alatt, aki 1556 és 1578 között volt a dóm főépítőmestere, felvetődött a csonka torony befejezésének ötlete, ám azt elvetették. Azóta is megmaradt a torony tetején reneszánsz stílusban, a Hans és Caspar Saphoy testvérpár által felépített toronycsúcs. Ez egy kis nyolcszögletű harangtorony, az úgynevezett Saphoysche Haube vagy Welsche Haube, amelynek tetejét a Habsburg-ház kétfejű sasa díszíti, ezért az északi tornyot Sas-toronynak is hívják. A fülkében eredetileg több harangot is elhelyeztek, de a második világháború utáni helyreállítás során leszerelték őket, így három harang azóta a padlóra helyezve van kiállítva. Az egyetlen megszólaltatható harang a toronyban az új Pummerin, amelyet a szerkezet nagyobb teherbírása miatt helyeztek el ide. Az északi torony 68,3 méter magas, mindössze feleakkora, mint idősebb, déli párja.
Számos történet és legenda létezik, amelyek megpróbálják megmagyarázni az északi torony befejezetlenségét. A legismertebb legenda szerint a főépítész Puchsbaum még csak az építkezés egyik segédje volt, és lepaktált az ördöggel, hogy az északi tornyot egy éven belül befejezhesse. Ezzel próbálta meg Puchsbaum elkerülni, hogy teljesítse az építtetők azon kérését, miszerint (Kőműves Kelemen legendájához hasonlóan) áldozza fel egyik családtagját, a leányát a munkálatok sikeréért. Puchsbaum azonban nem tudta megtartani az ördöggel kötött egyezségét, mert újonnan született leányának a Mária nevet adta, márpedig egy évig nem lett volna szabad kimondani az Úr vagy más szent nevét.

### Tető
A tornyok mellett a székesegyház leglátványosabb külső eleme a tetőszerkezet. A 110 m hosszú tető a hajó fölött 37,5 méterrel, a kórus felett 25,3 méterrel emelkedik a falak teteje fölé. Körülbelül 230 000 tetőcserép borítja, amelyeket cikkcakk formában rendeznek el a tetőn, és összesen tíz színben gyártotta a PKZ Keramika Poštorná. Mindegyik cserép súlya 2,5 kg, két rézszeggel lettek a szarufákhoz rögzítve, és habarcsba vannak ágyazva.
A déli oldalon látható a kórus felett az Osztrák Császárság címere I. Ferenc császár monogramjával és az 1831-es évszámmal, ami a tető újrarakásának időpontját örökíti meg. Északi oldalán Bécs város címere és az Osztrák Köztársaság címere látható, alján az 1950-es évszámmal, ami a második világháborúban való megsemmisülés utáni tetőújjáépítés befejezésének éve. A tetőszerkezet belsővázát egy mintegy 600 tonnás acélszerkezet alkotja, amellyel felváltották a 15. századi vörösfenyőből készült fa tetőszerkezetet, amely 1945-ben teljesen leégett. Az acélgerendák mellett szólt, hogy erősebbek a hagyományos fagerendáknál és léceknél, emellett olcsóbbak, erősebbek és tűzállóbbak azoknál. A javításkor előzetesen beton mennyezetet is behelyeztek a boltozatok fölé, 1946-ban a főhajó és a kissé megemelt középhajó fölé, 1948-ban pedig a kórus feletti részt fedték le, egyrészt a székesegyház belső terének megvédésére a tető elkészültéig, másrészt így munka- és raktárterületekhez jutottak a munkálatok idejére. Az eredetivel szinte megegyező tető rekonstrukciója 1950 novemberében fejeződött be.

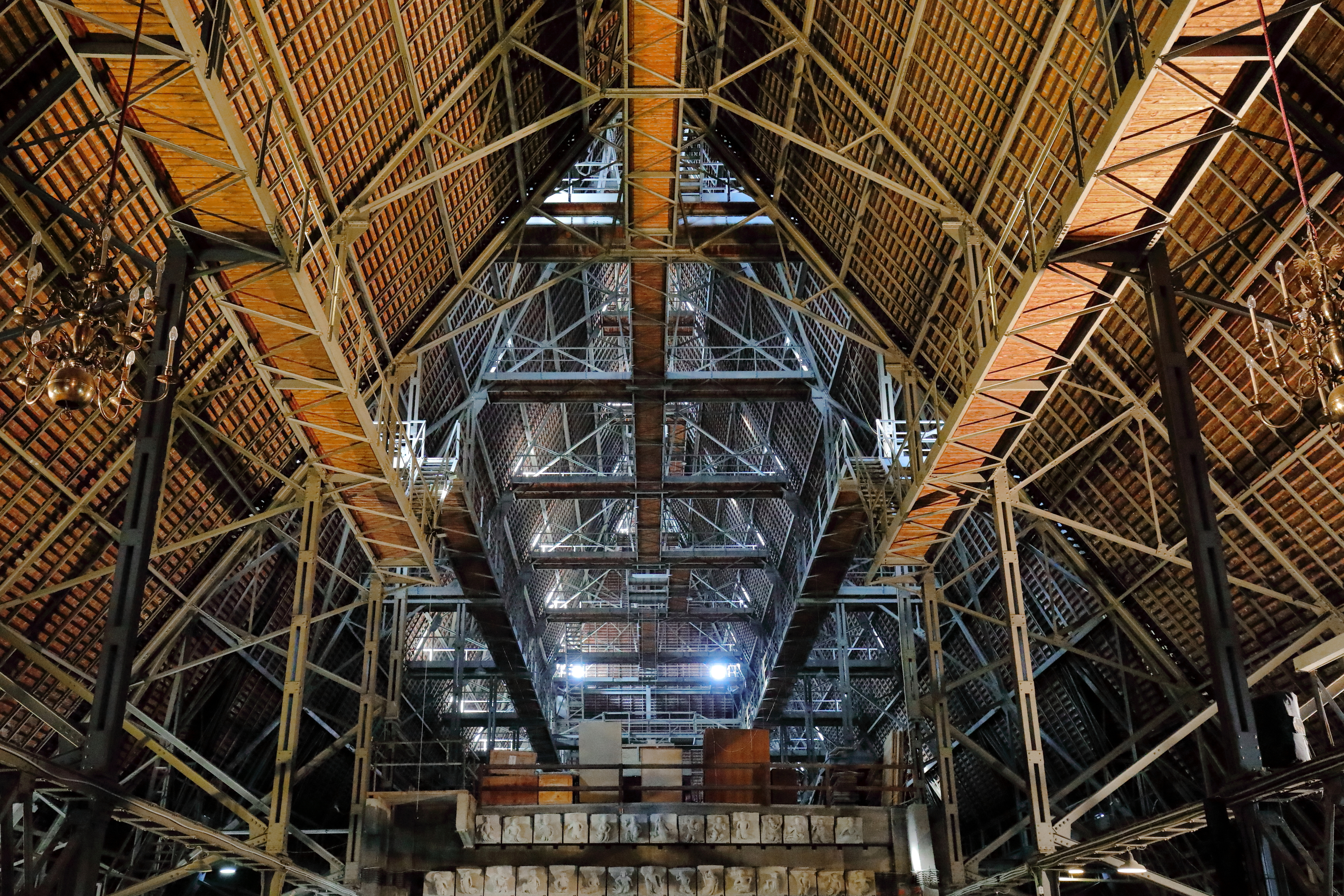
Az új tetőszerkezet belső acélváza
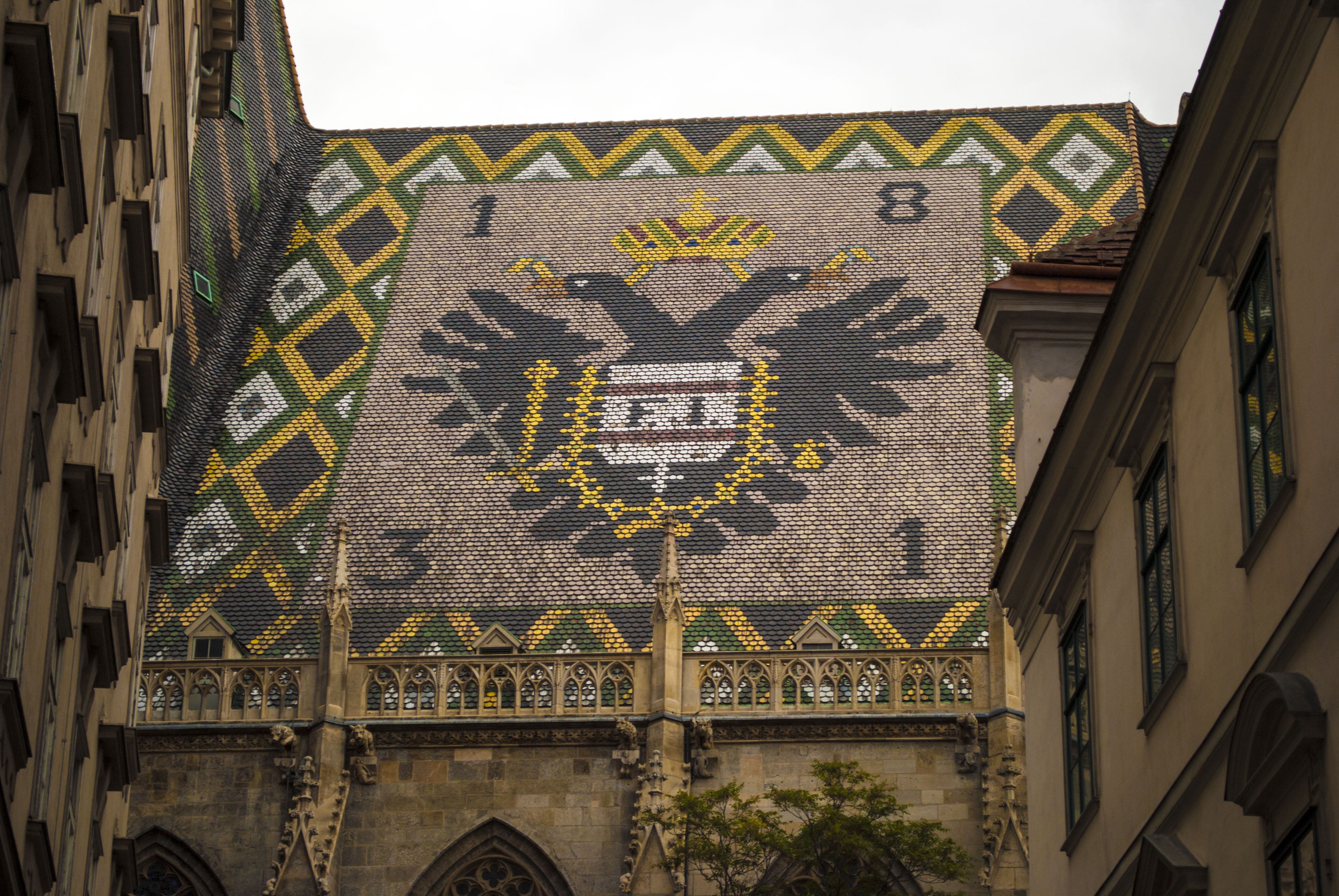
I. Ferenc császár címere
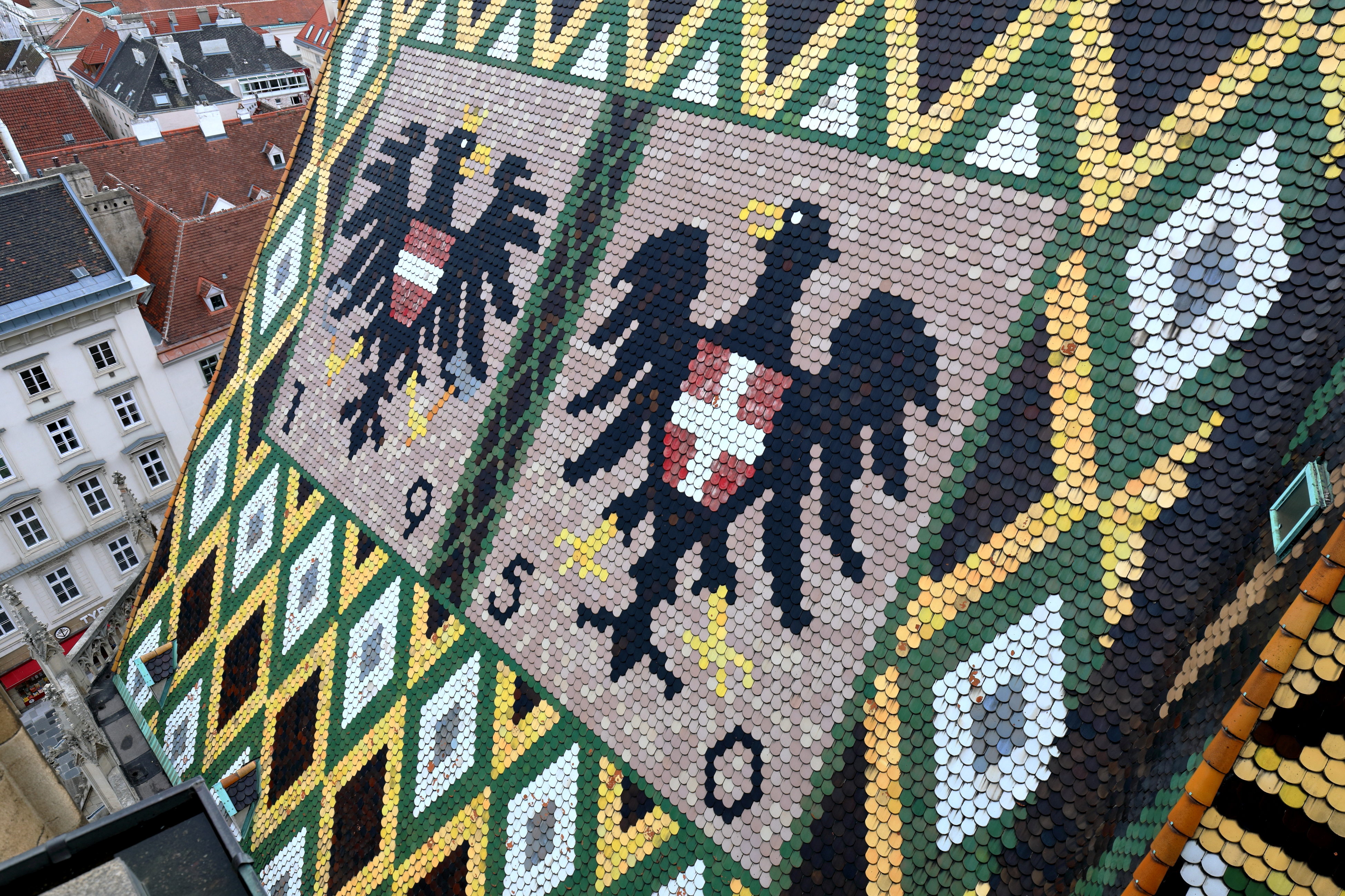
Ausztria és Bécs címere
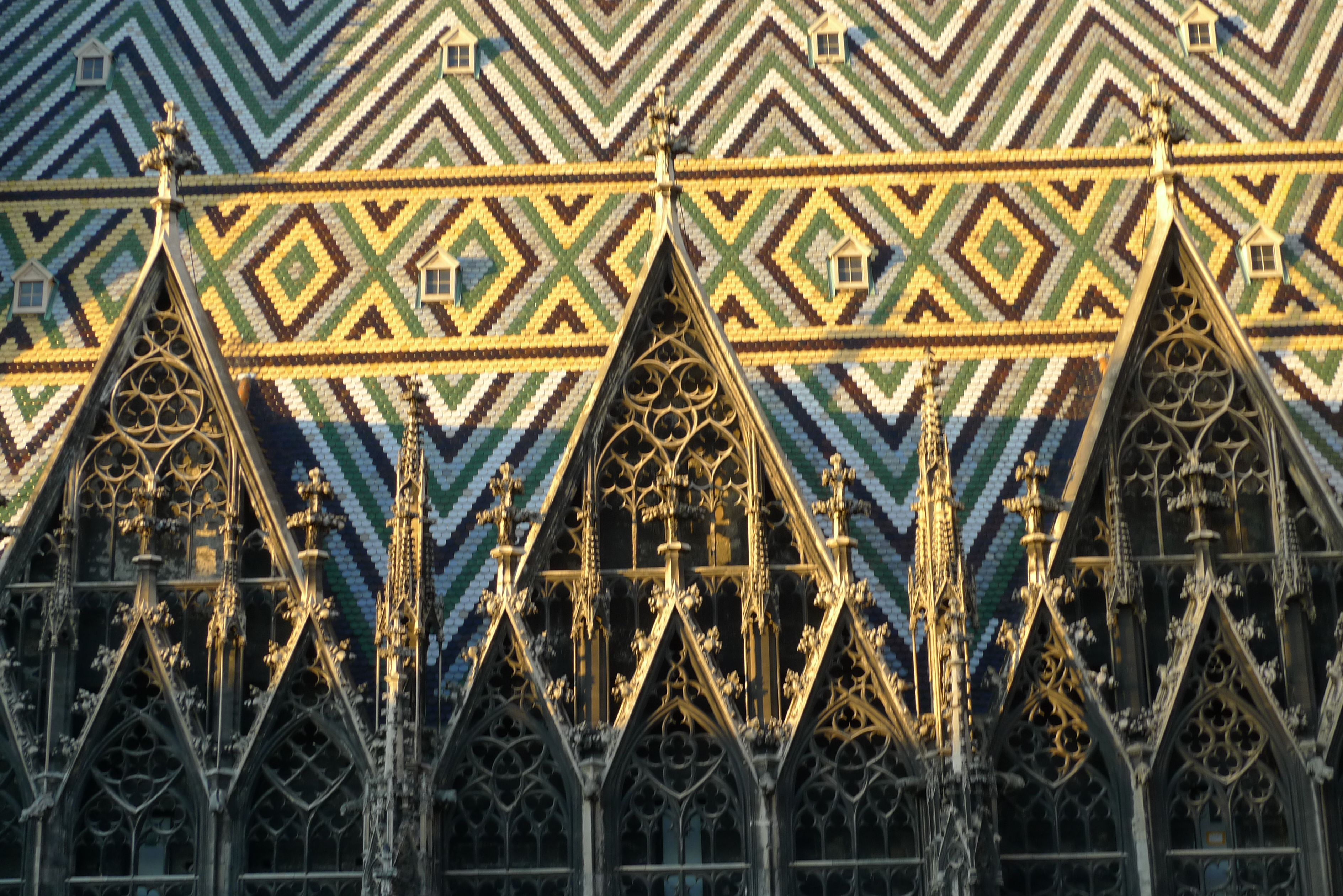
A főhajó színes mintázatú cserépteteje
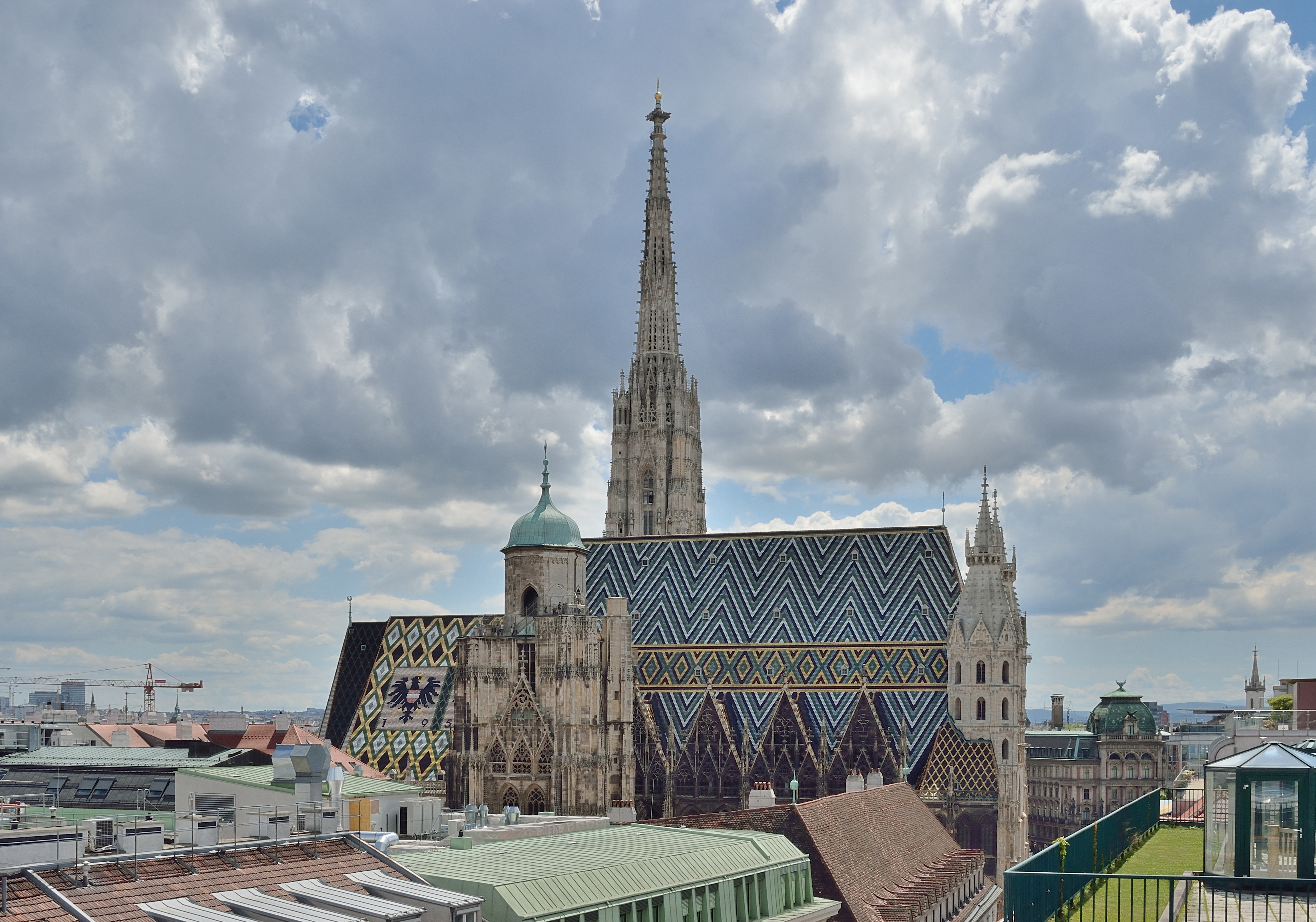
A dóm teljes tetőszerkezete távolról

### Kapisztrán-szószék

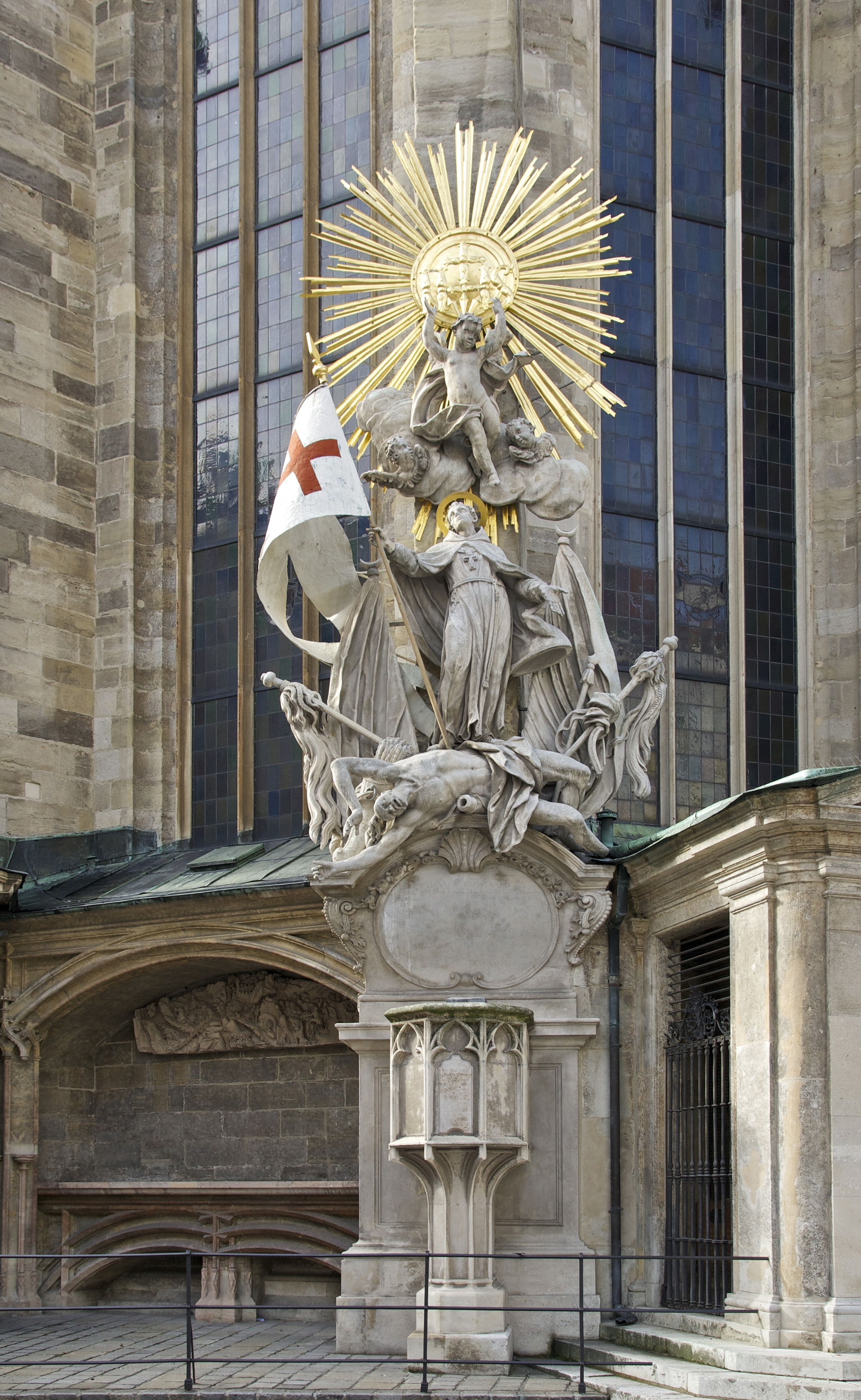
Kapisztrán Szent János szószéke és emlékműve

A Capistrankanzel, azaz Kapisztrán-szószék egy kis gótikus homokkő szószék, amely a dóm északi kórusának külső sarkában található. 1430 és 1450 között készült, de eredetileg egy kis dombon állt a mai Churhaus közelében, az egykori Szent István temetőben, ahol temetési beszédekhez és prédikációkhoz használták.
Neve a ferences szerzetes és vándorprédikátor, Kapisztrán Szent János emlékét őrzi. Kapisztrán 1451. június 6-án érkezett Bécsbe, ahol 7 héten át maradt, és ezen a szószéken 32 prédikációt mondott el, amelyek nagy népszerűségnek örvendtek.
1453-tól, Konstantinápoly bukása után keresztes hadjáratot szervezett Bécsben és más vidékeken az oszmánok ellen, majd 1456-ban az összegyűjtött csapatokkal felmentették Nándorfehérvárt, és ezzel jelentősen hozzájárultak a Hunyadi János vezette védekező sereg diadalához, ezt követően azonban a fővezér és Kapisztrán is elhunyt pestisben.
Miután VIII. Sándor pápa 1690-ben szentté avatta Kapisztránt és a tisztelete elterjedt, a szószéket 1737-ben felújították és a székesegyház külsejéhez szállították. Egy barokk felépítmény hozzáadásával, ami Franz Roettiers és Johann Josef Rößler alkotása, és amelyen a szent prédikáló szobra áll egy elesett törökön, fölöttük pedig angyalok szállnak a ragyogásban és arany dicsfényben, az egykori szószéket emlékművé alakították át, és a mai napig ott tekinthető meg.

## A székesegyház belseje
A templomnak három hajója van, amely arra utal, hogy eredetileg csupán plébániatemplomnak épült[forrás?]. A főhajó a főoltárhoz igazodik, a bal oldalhajó Szűz Mária tiszteletére épült, a jobb oldalit pedig az apostoloknak szentelték. Habár a belső tér a középkorban kapta meg eredeti megjelenését, az akkori dekoráció és liturgikus berendezés hiányos, mivel az épületet a barokk korban alaposan átépítették.
Az úgynevezett Dienstbotenmadonna kegyszobor az 1280 és 1320 közötti időszakból származó gótikus remekmű, amelynek kialakítása francia mintákon alapszik. Az alkotás valószínűleg a középkori bécsi szobrászat legjelentősebb műve. 2020-ban komoly restauráláson esett át, így a híres szobor jobban láthatóvá és könnyebben felismerhetővé vált.

### Oltárok
A templomban 18 oltár található, ezek többségét a különféle kápolnákban helyezték el. A leghíresebb a főoltár és a bécsújhelyi oltár (Wiener Neustädter Altar), valamint a máriapócsi kegyhely eredeti ikonja.

#### Főoltár
A székesegyház főoltára márványból és kőből készült kora barokk remekmű. Szerkezete egy kapura hasonlít, ezért Porta-Coelis (mennyei kapu) oltárnak is nevezik. A 28 négyzetméteres alapon ónlemezekre festett oltárkép témája Szent István vértanúnak, a székesegyház patrónusának megkövezését mutatja Jeruzsálem falai előtt. A háttérben egy olyan tömeg látszik, amelyben más szenteket is ábrázolnak, ezzel a székesegyház társpatrónusaira, a Mindenszentekre utaltak. Az oltárt a Szeplőtelen Szűz szobra koronázza meg, míg alul Szent Sebestyén, Szent Lipót, Szent Flórián és Szent Rókus szobrai övezik a két oldalsó márványoszlopot. Philipp Friedrich Graf Breuner hercegprímás megbízásából készült, mivel a fából faragott gótikus szárnyas oltárt már teljesen megette a szú. Az 1641. március 1-jén megrendelt oltárt Johann Jacob Pock kőfaragó, szobrász és építészmester és testvére, Tobias Pock készítette el, utóbbi az oltárképet festette meg. A munkálatok összköltsége mintegy 21 500 guldent tett ki. A kész műalkotást 1647. május 19-én szentelték fel.

#### Bécsújhelyi oltár
A legfontosabb mellékoltár az 1447-ből származó bécsújhelyi oltár, egy tipikus gótikus szárnyas oltár, amely Szűz Mária életének jeleneteit mutatja be. Kora ellenére csak 1883-ban került a székesegyházba, előtte a bécsújhelyi Neukloster-apátságban volt, így nem része a Szent István-székesegyház eredeti középkori berendezésének. A III. Frigyes által adományozott oltár a 19. századig eredeti helyén maradt. A gazdasági nehézségek miatt a kolostort 1881-ben összevonták a heiligenkreuzi apátsággal. Heinrich Grünbeck apát úgy döntött, hogy a szárnyas oltárokat eladja a bécsi Szent István-székesegyházi káptalannak, hogy megmentse őket a pusztulástól. 1884-ben az oltárt Bécsbe helyezték át, ahol az 1885-ös restaurálás után először az Apostolok kórusában állították fel. A második világháború után a katedrális súlyosan megrongálódott, ekkor a bécsújhelyi oltár szolgált főoltárként a hajó keleti részén. 1950-ben ismét helyreállították, 1952-ben pedig a székesegyház női kórusába került. Ebben a két felújításban eredeti állapota az elégtelen ismeretek miatt megváltozott, a harmonikus megjelenése jelentősen romlott. Az utolsó helyreállítás 1986-tól 2004-ig tartott, 1 300 000 euróba került, és a cél az eredeti állapot helyreállítása volt. A sikeres restauráció óta Ausztria legrégebbi szárnyas oltára ismét eredeti pompájában ragyog.

#### Máriapócsi oltár
A dóm főbejáratától jobbra a késő gótikus Öchsel-féle baldachin alatt található Máriapócs vagy németesen Pötsch csodatévő kegyképének oltára. A képet 1676-ban a máriapócsi bíró, Csigri László a török rabságából való szabadulásának emlékére készíttette fogadalomból Papp Istvánnal 6 magyar aranyforintért. Mivel Csigri nem tudta azt kifizetni, végül Hurta Lőrinc vette meg, és ő is adományozta a helyi görögkatolikus templomnak. 1696. november 4-én mise közben az ikon könnyezni kezdett, ami két hétig szünet nélkül folytatódott, kisebb megszakításokkal egészen december 8-ig tapasztalták a csodát. A hírre rengetegen keresték fel a kis falu templomát, köztük vizsgálódó császári tisztek, tisztviselők és más felekezetű hívek is. I. Lipót a történtek hatására és felesége, Eleonóra császárné kívánságára Bécsbe szállíttatta a képet, amely 1697. július 4-én érkezett meg és néhány héttel később helyezték el azt a székesegyházban. Többen is a kegyképnek tulajdonították a zentai győzelmet, így igen jelentős kultusza alakult ki. A pócsiak másolata később még kétszer könnyezett, és a falu nemzeti kegyhellyé vált, míg az eredeti ikonnal Bécsben már nem történt több csoda. Jelenlegi helyére 1945-ben került a kegykép.

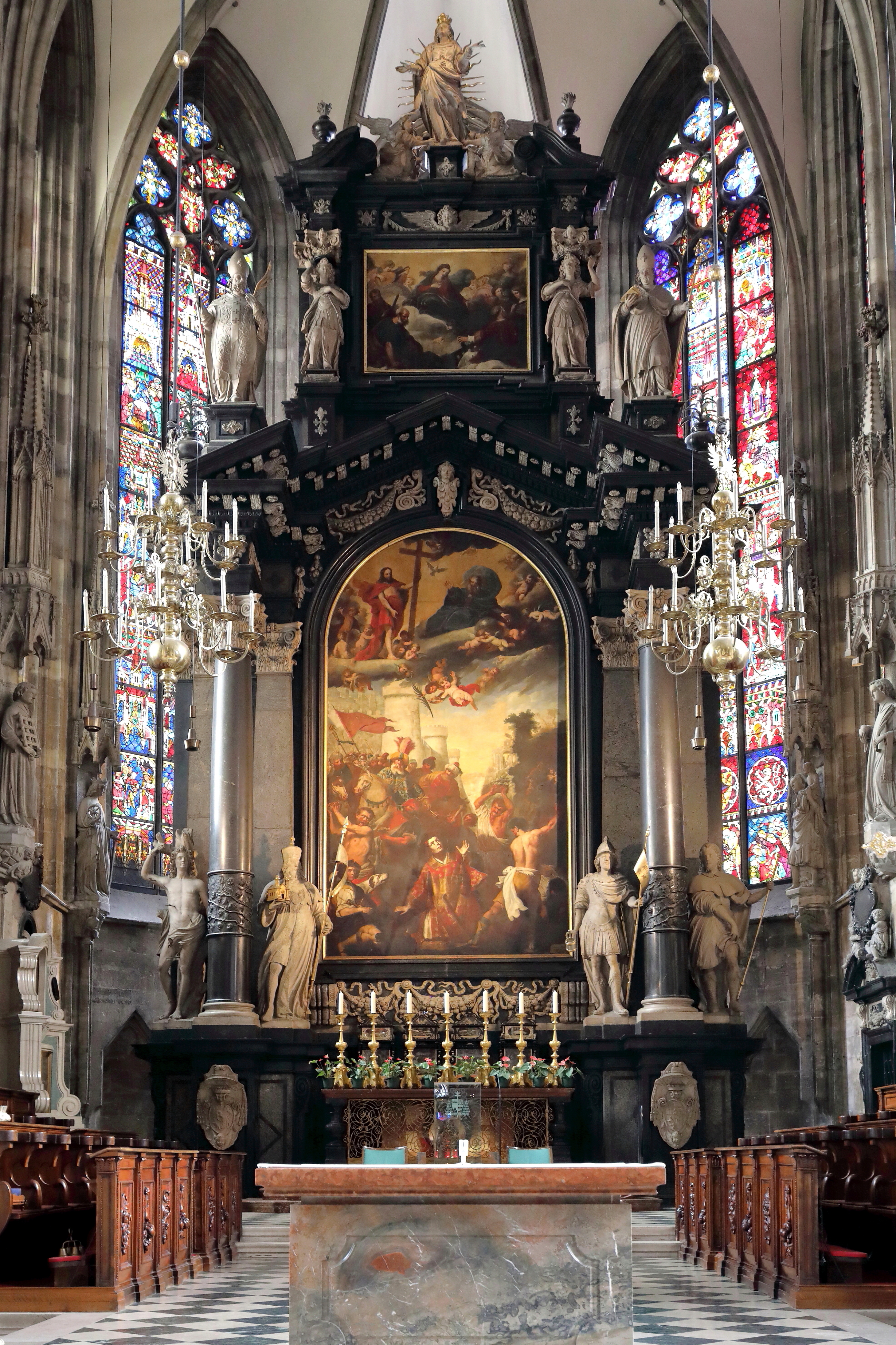
A barokk főoltár
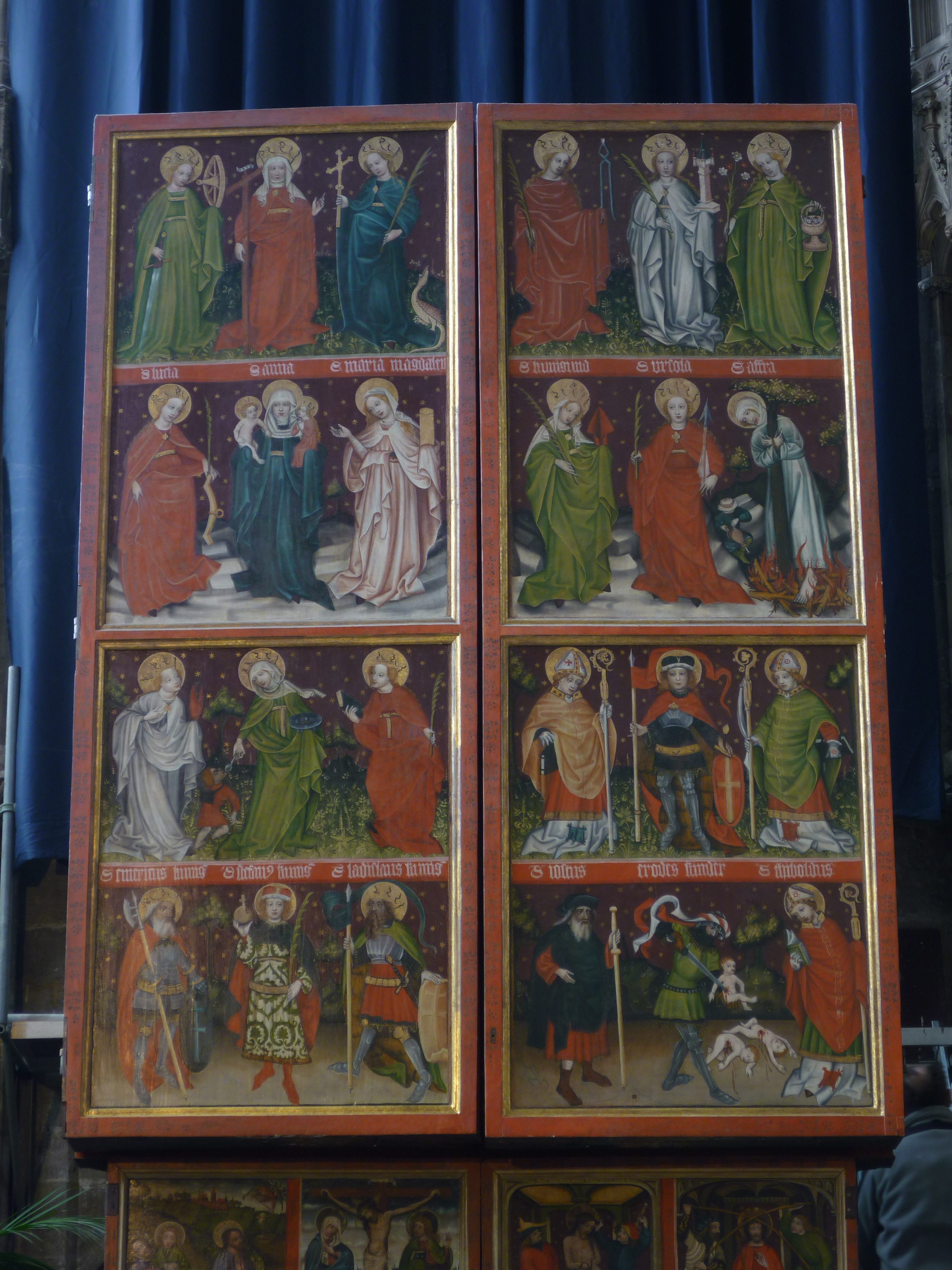
A bécsújhelyi oltár hétköznap, becsukott táblákkal
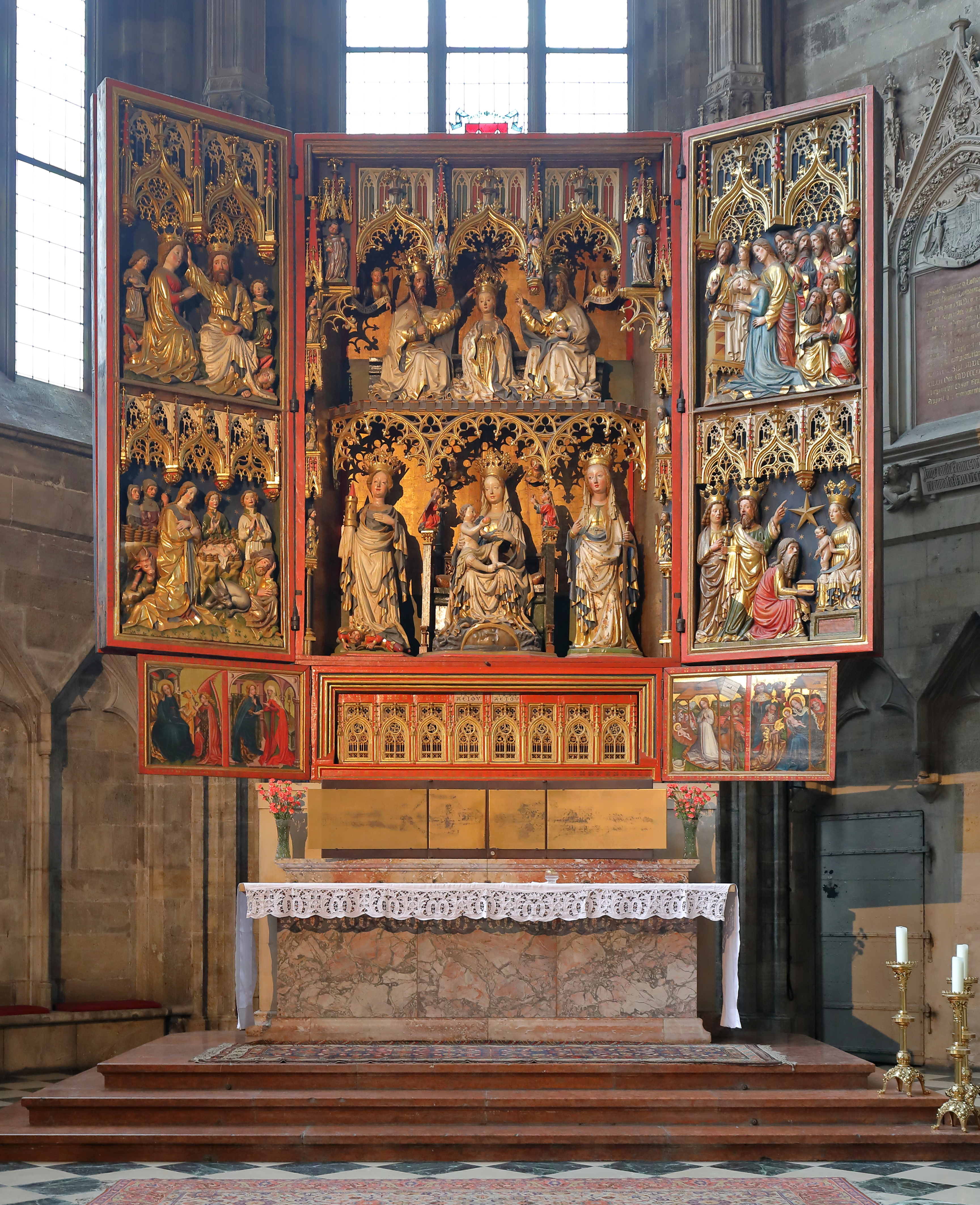
A bécsújhelyi oltár ünnepnapokon, kinyitott fatáblákkal
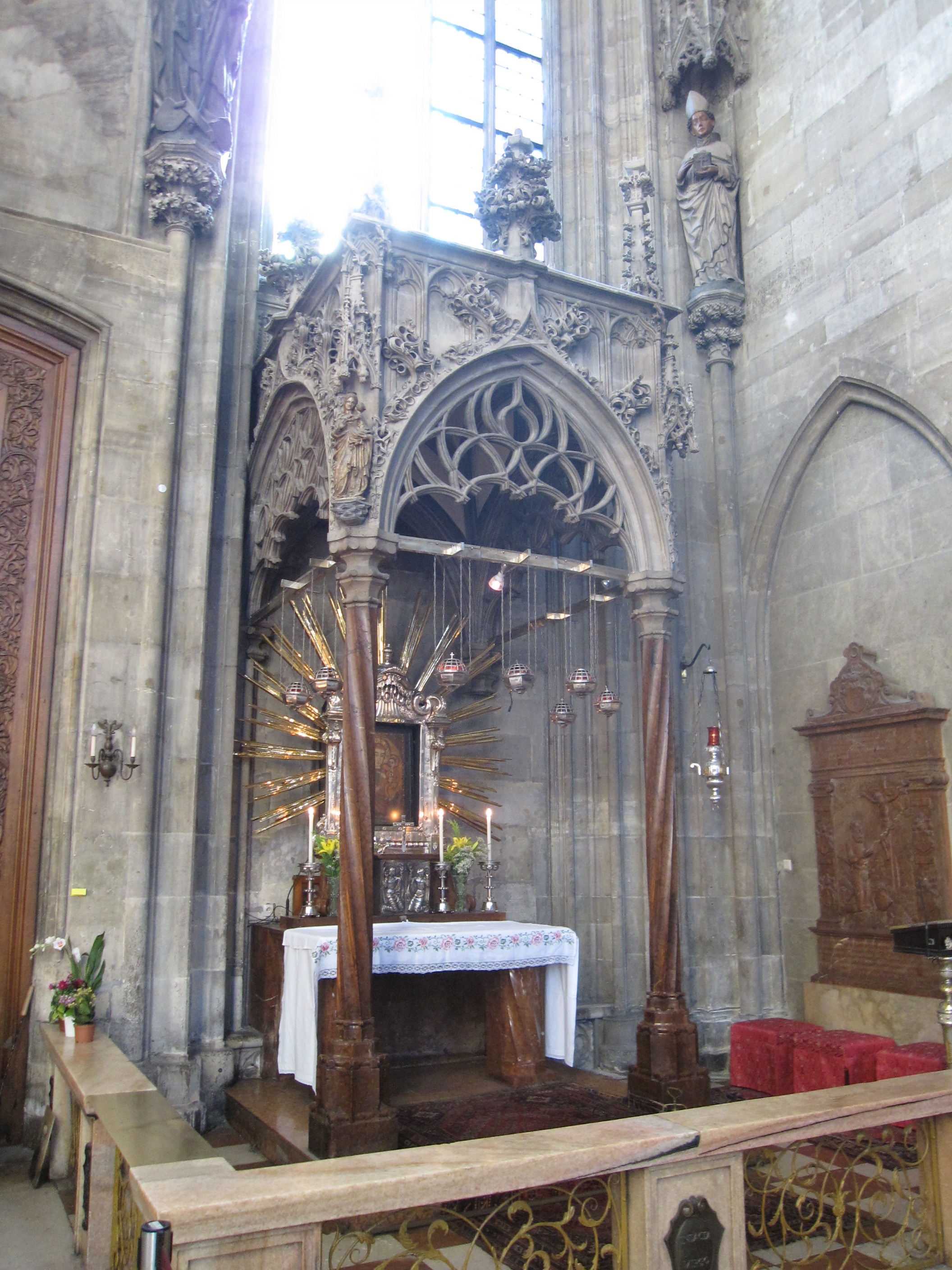
Az eredeti máriapócsi kegykép fölötti gótikus baldachin
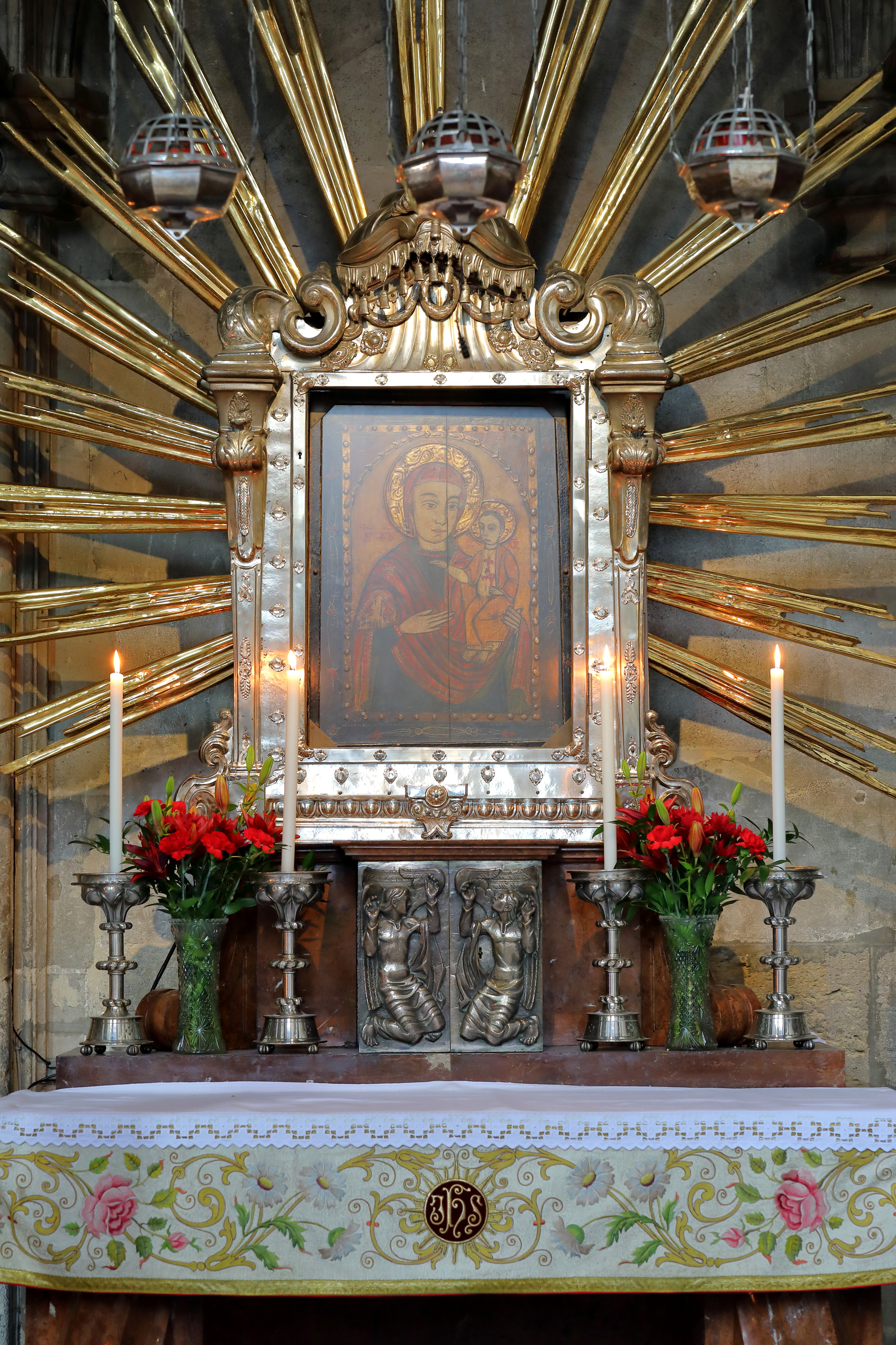
Az eredeti máriapócsi ikon

### Szószék
A kőből készült szószék a késő gótikus szobrászat mesterműve. Hosszú ideig Anton Pilgramnak tulajdonították, ma Niclaes Gerhaert van Leydent gondolják az alkotójának. Annak érdekében, hogy a prédikációt jobban hallhassák a hívek a kihangosítás előtti időkben, a szószék egy oszlopnak támasztva áll a főhajóban. Oldala stilizált szirmokként tör ki a támasztó szárból. Ezeken a gótikus szirmokon látható a templom négy eredeti patrónusának (Szent Ágoston, Szent Ambrus, Nagy Szent Gergely és Szent Jeromos) domborműves portréja, mindegyikük különböző kedélyállapotban és az élet négy különböző szakaszában. A lépcső korlátját, amely az oszlop körül a földszinttől a szószékig kanyarodik, gazdagon díszíti a varangyokat és a gyíkokat ábrázoló faragás, amelyben az állatok egymást harapják, jelképezvén a jó harcát a gonosz ellen. A lépcső tetején egy faragott kiskutya védi jelképesen az igehirdetőt a betolakodóktól. A lépcső alatt található a székesegyház egyik legkedveltebb szimbóluma: egy kőből faragott arckép az ismeretlen szobrásztól, amely egy ablakon kikukucskáló (németül gucken) embert ábrázol, így a figura Fenstergucker néven vált ismertté. A kezében lévő véső és a kőfaragó mesterjegyek az ablak fölötti pajzson arra engednek következtetni, hogy ez a szobrász önarcképe lehet. Habár az alak személyazonossága nem ismert, azt az utókor hagyományosan Anton Pilgram dómépítőmester arcképének tartja.

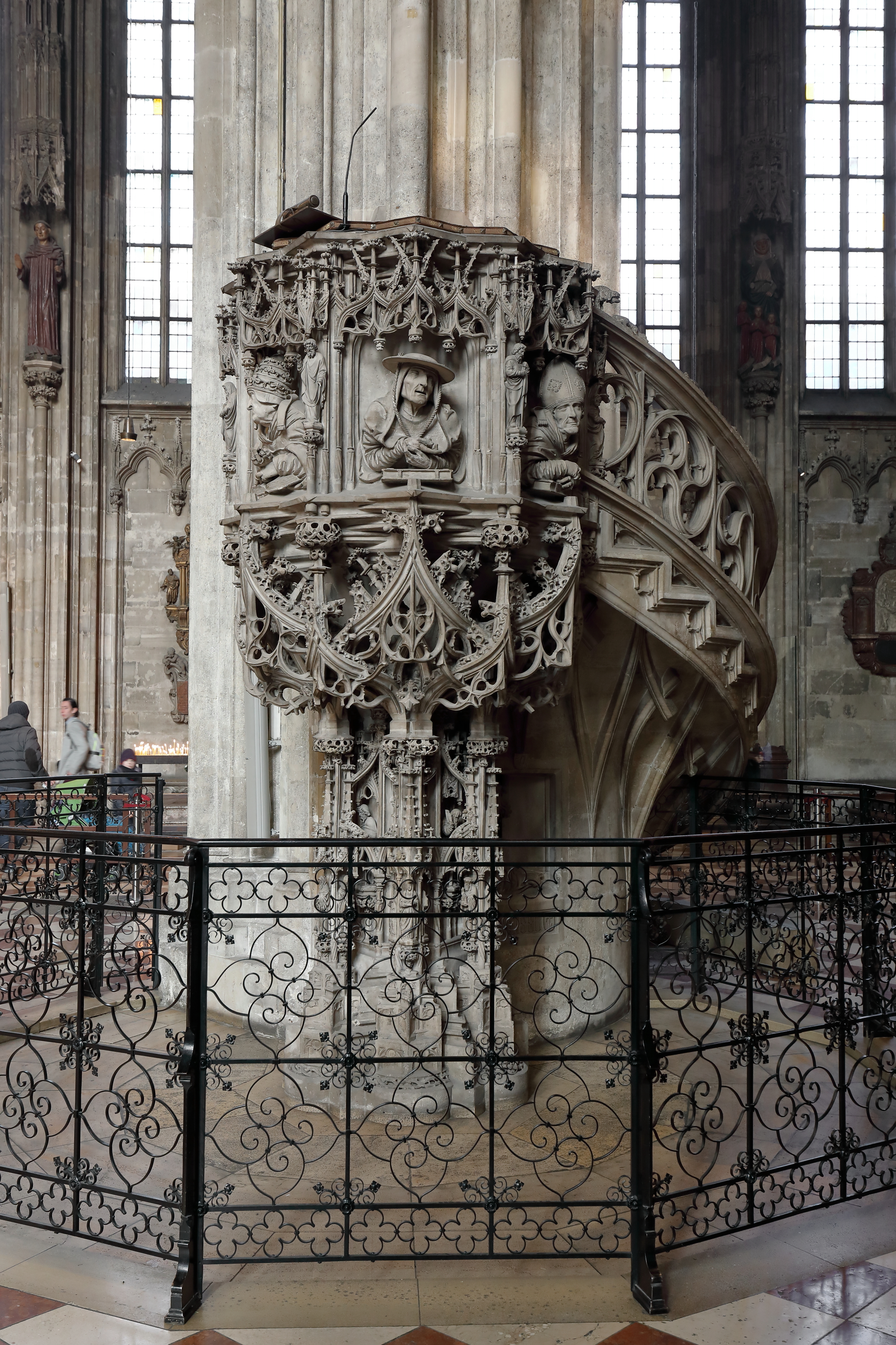
A gótikus szószék
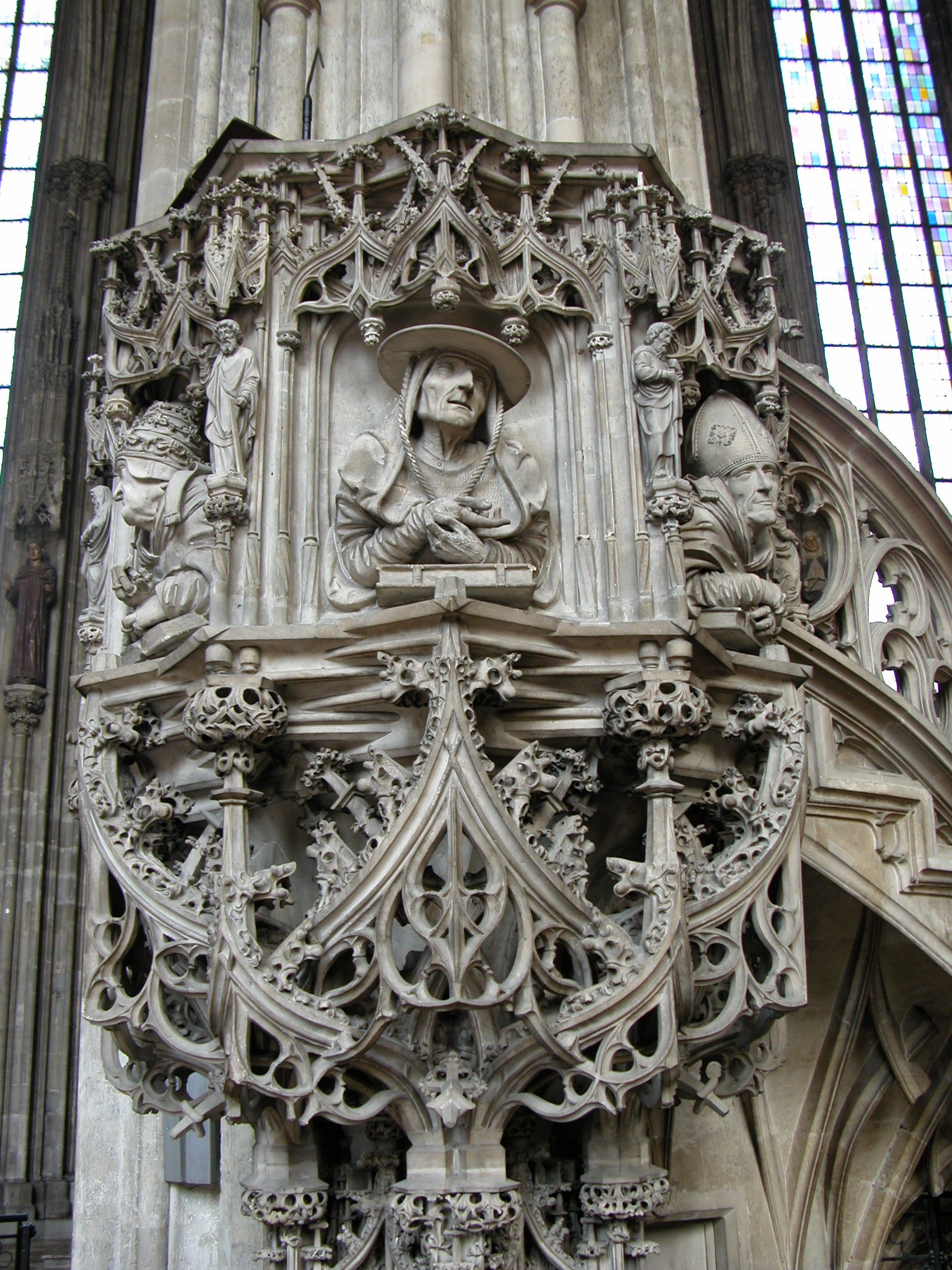
Az egyházatyák szobrai
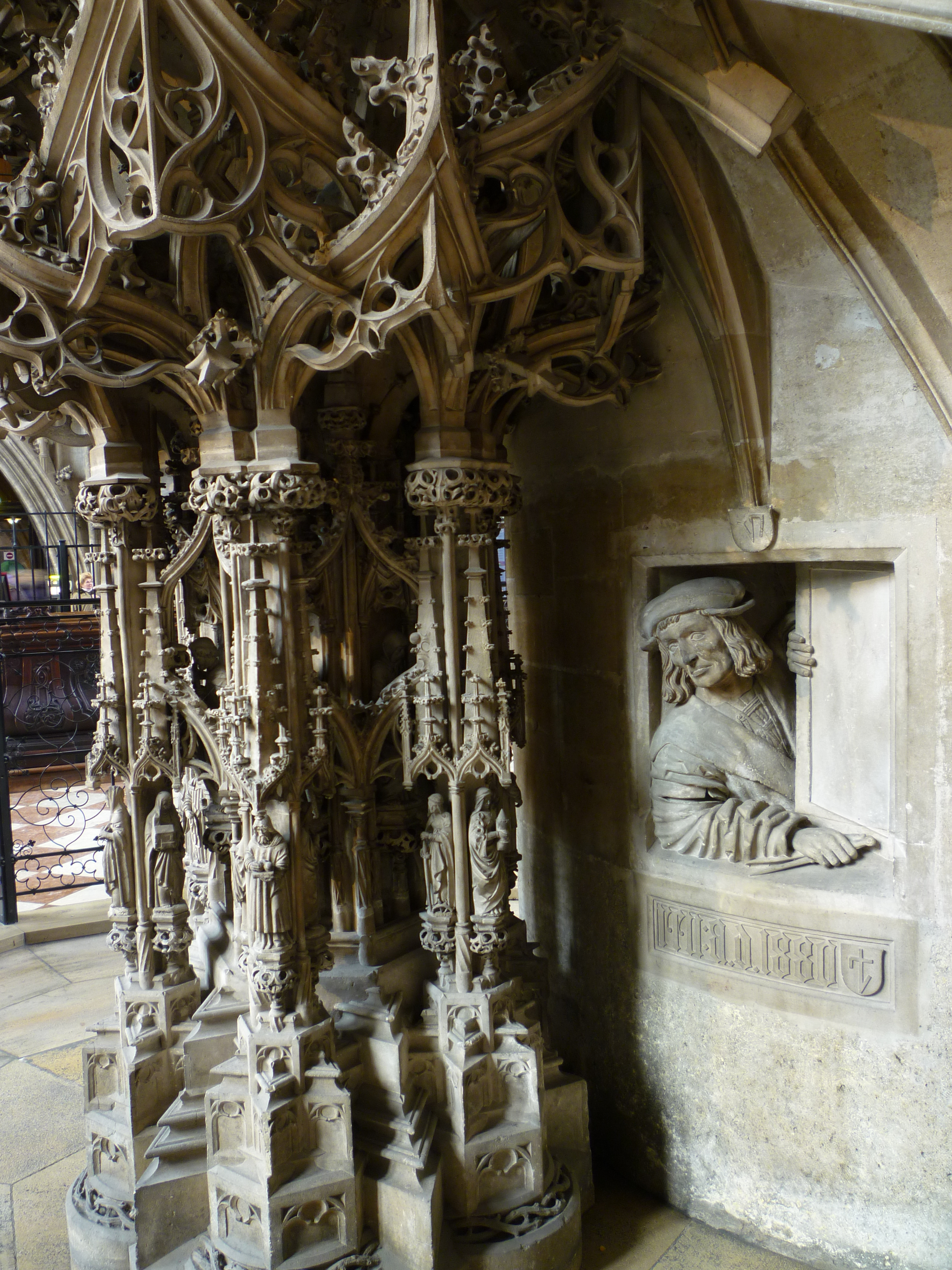
A szószék gazdagon faragott lábazata
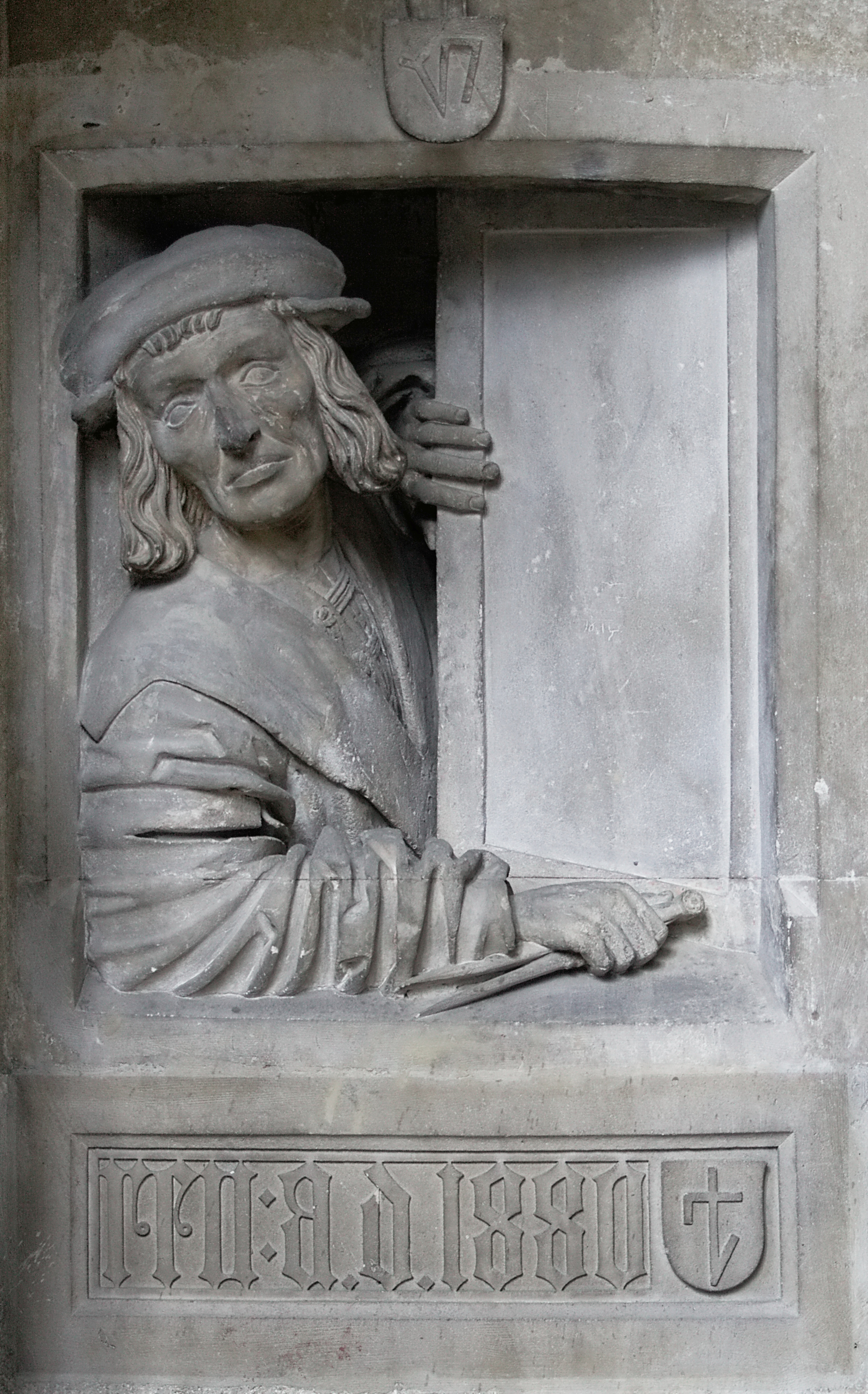
A Fenstergucker
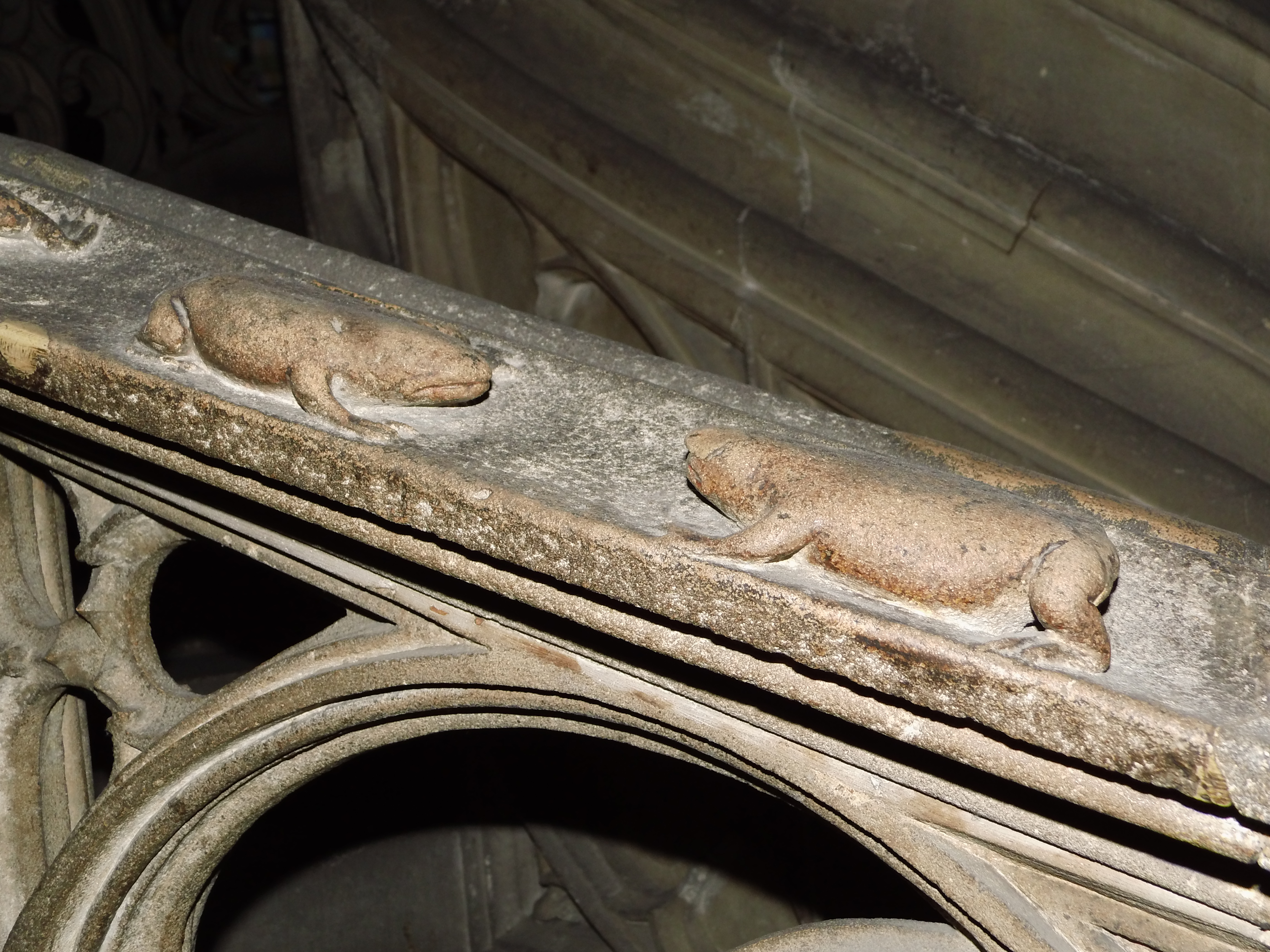
Az egymás ellen küzdő béka és szalamandra figurák
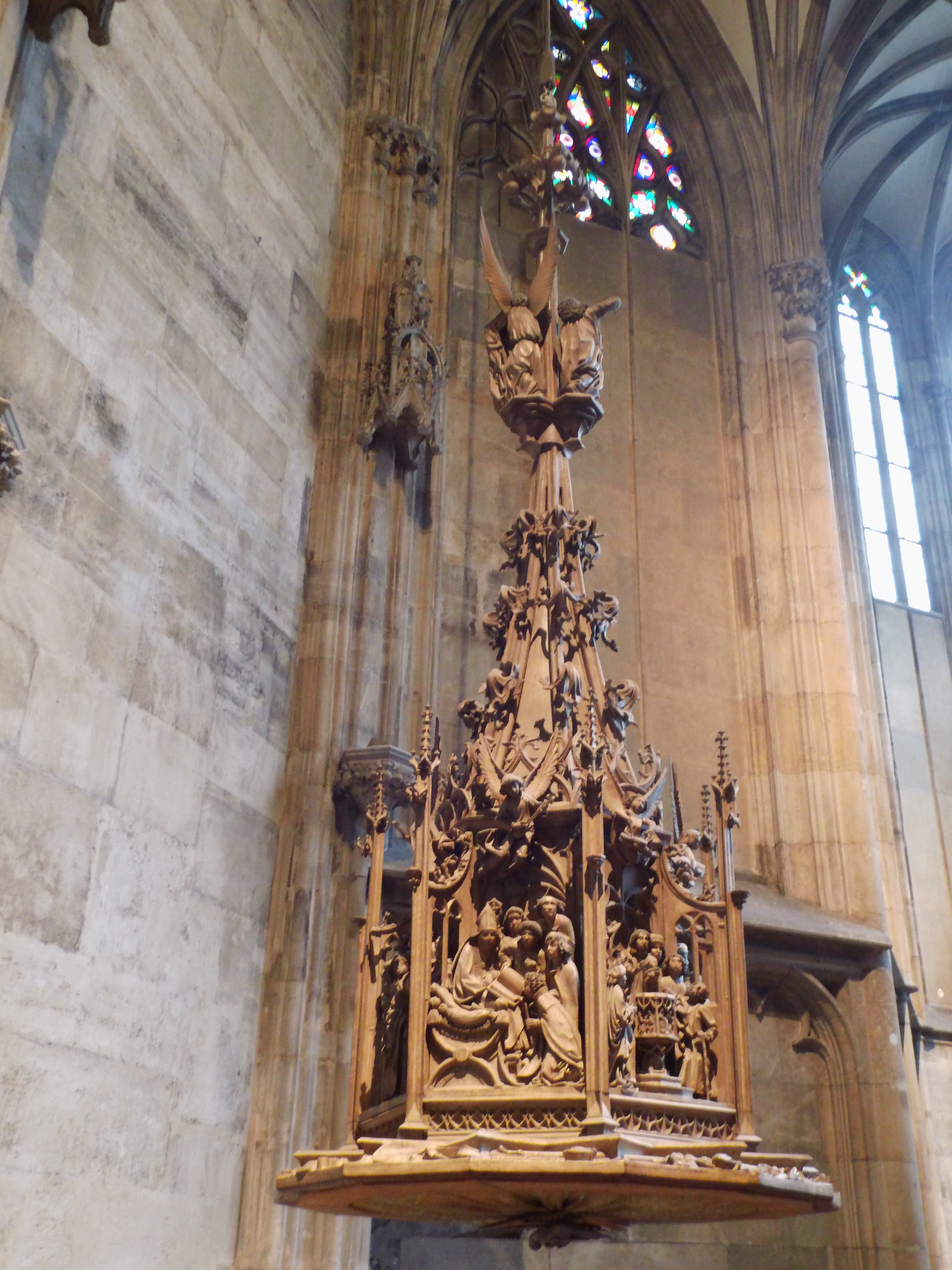
A szószék fölötti hangvető

### Síremlékek

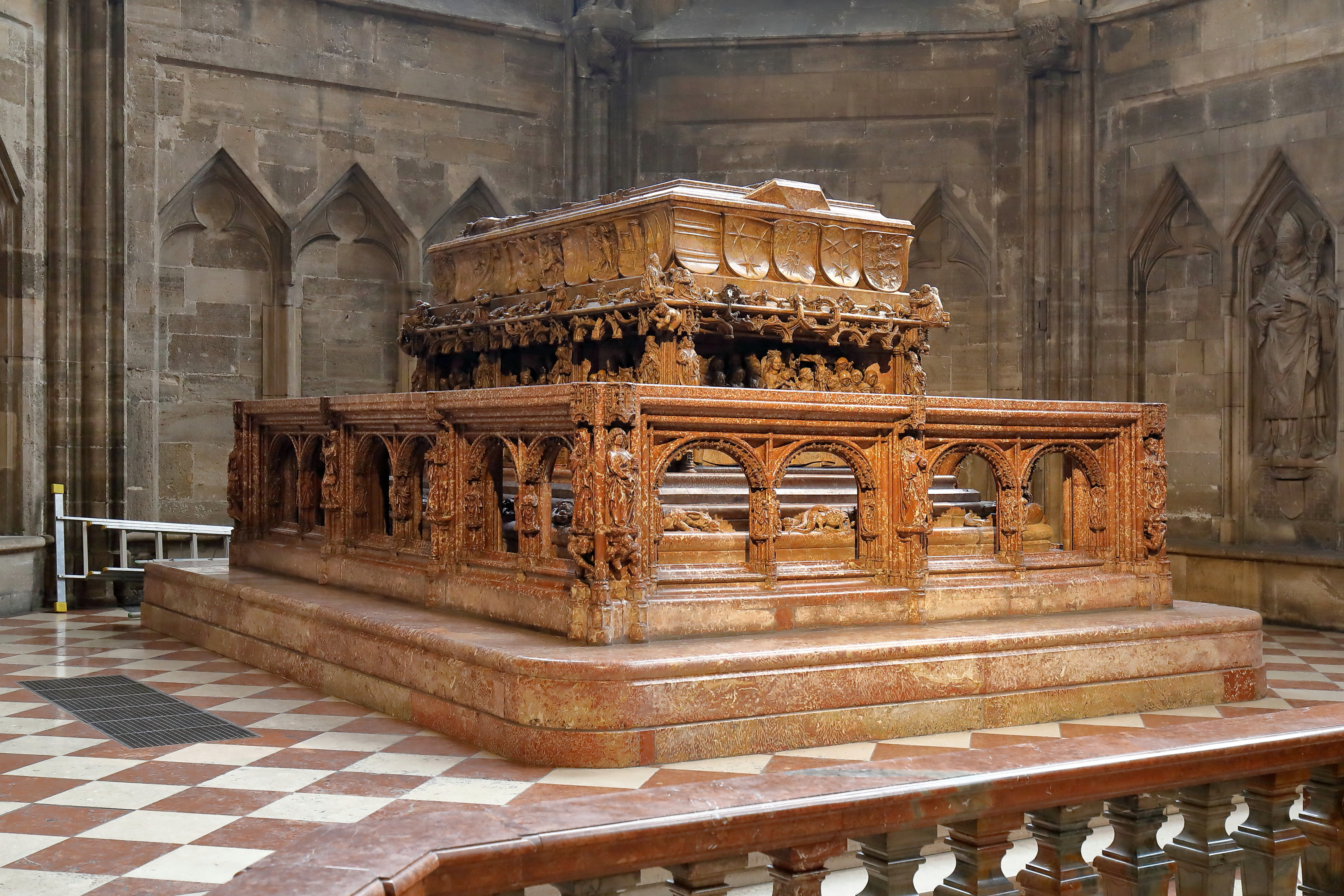
III. Frigyes német-római császár síremléke

A székesegyházba igen sok jelentős személyt temettek, de ezen sírok túlnyomó többsége a templom alatti katakombákban található. Magában a templomban két középkori eredetű síremlék található.
IV. Rudolfnak és feleségének kenotáfiuma az északi kórusban található, a bécsújhelyi oltár mellett, de nagyon rossz állapotban maradt fenn. Eredetileg a középső kórusban volt, fölötte pedig Rudolf portréja függött.
III. Frigyes császár síremléke a déli kórusban található. Niclas Gerhaert van Leyden alkotta meg 1463-tól kezdődően, és a késő középkor egyik legfontosabb szobrászati műalkotása, amely máig kiváló állapotban maradt fenn. A kompozíció adneti márványból (ami valójában vöröses mészkő) készült, amellyel sokszínűsége és mozaikossága miatt különösen nehéz dolgozni. A sír 5 láb magas, 121/4 láb hosszú, 61/3 láb széles, maga a császár ábrázolása 7 láb. A sír fedőlapja magától Niclas mestertől származik, aki 1473-ban halt meg. Ennek súlya önmagában meghaladja a 8 tonnát, és a császár egész alakos ábrázolását ábrázolja koronázási jelvényekben, címerével és uralkodói attribútumaival körülvéve. Niclas mester halála után a síremléket a  tervei szerint folytatták és 1513-ban fejezték be. A sír oldalán található domborműveket Max Velmet készítette, ezek a császár számos kolostoralapítására emlékeztetnek, Michael Tichter pedig 54 faragott alakkal díszítette a korlátot.

### Kápolnák
A székesegyház számos művészettörténetileg is jelentős kápolnával rendelkezik. A dóm nyugati oldalán négy kápolna található, amelyek eredete a 14. század második feléig, a IV. Rudolf főherceg vezette gótikus bővítésig nyúlik vissza, és a 15. század elejére készültek el. Kettő a székesegyház északnyugati (bal) és kettő a délnyugati (jobb) sarkán található, ezek közül egy-egy a földszinten, a másik kettő pedig azok tetején található.
A Savoyai Jenő-kápolna és az Eligius-kápolna a földszinten található. Az emeleten a két kápolna felett két másik kápolna található, ezek a Bálint- és a Bertalan-kápolnák. További két fontos szimmetrikus elrendezésű gótikus kápolna található a főhajón kívül, a székesegyház két fő gótikus tornyától keletre, ezek az Alexandriai Katalin- és a Borbála-kápolnák.

#### Kereszt- vagy Savoyai Jenő-kápolna
A székesegyház északnyugati sarkában található földszinti kápolnák több néven is ismertek. Morandus-kápolnaként hívják a védőszentje után, Kereszt-kápolnaként hivatkoznak rá az ott található késő gótikus kereszt miatt, Tirna-kápolna néven a von Tirna család után, akik a kápolnát a 14. században építtették és hármas címerüket  megörökítették a kápolnában, de a későbbi nagy adományozók után Liechtensteini- vagy Savoyai-kápolnaként is hívják, a leggyakoribb azonban a Savoyai Jenő-kápolna (Prinz-Eugen-Kapelle) elnevezés a legendás osztrák tábornok, Savoyai Jenő (1663-1736) után, akinek a sírja is itt található. Az 1731-ben létrehozott barokk keresztoltár fölötti késő gótikus kereszt mellett a másik legfőbb nevezetessége a nagy hadvezér síremléke, amely a padlóra került és a márványepitáfium, amelyet Maria Theresia Anna von und zu Liechtenstein († 1772) hercegnő és az 1729-ben elhunyt Emanuel Thomas Herzog, Soissons grófja emlékére készítettek. A sírkövet készítő művész Joseph Wurschbauer volt mint szobrász és ötvös, valamint Gabriel Steinböck, mint kőfaragó.

#### Eligius-kápolna
A székesegyház délnyugati sarkán található kápolnák alsó szintjén, az Óriáskaputól jobbra, Szent Eligius tiszteletére szentelt épületben két érdekes zárókő található a 14. századból: az egyik Krisztust a Fájdalmak férfijaként ábrázolja, a másik a gyermekét tartó Máriát. Itt található az egyetlen fennmaradt gótikus szárnyas oltár, amelyet magának a székesegyháznak készítettek. Ez a Valentin-oltár, amelyet Szent Valentin püspöknek szenteltek, és ezért eredetileg a székesegyházban található Szent Valentin-kápolna számára készült. Itt található a bezárt Himmelpfort kolostorból származó „Hausmuttergottes” (1330 körül), valamint a 14. század különböző oszlopfigurái. A kápolna csak imádkozó hívek számára áll nyitva.

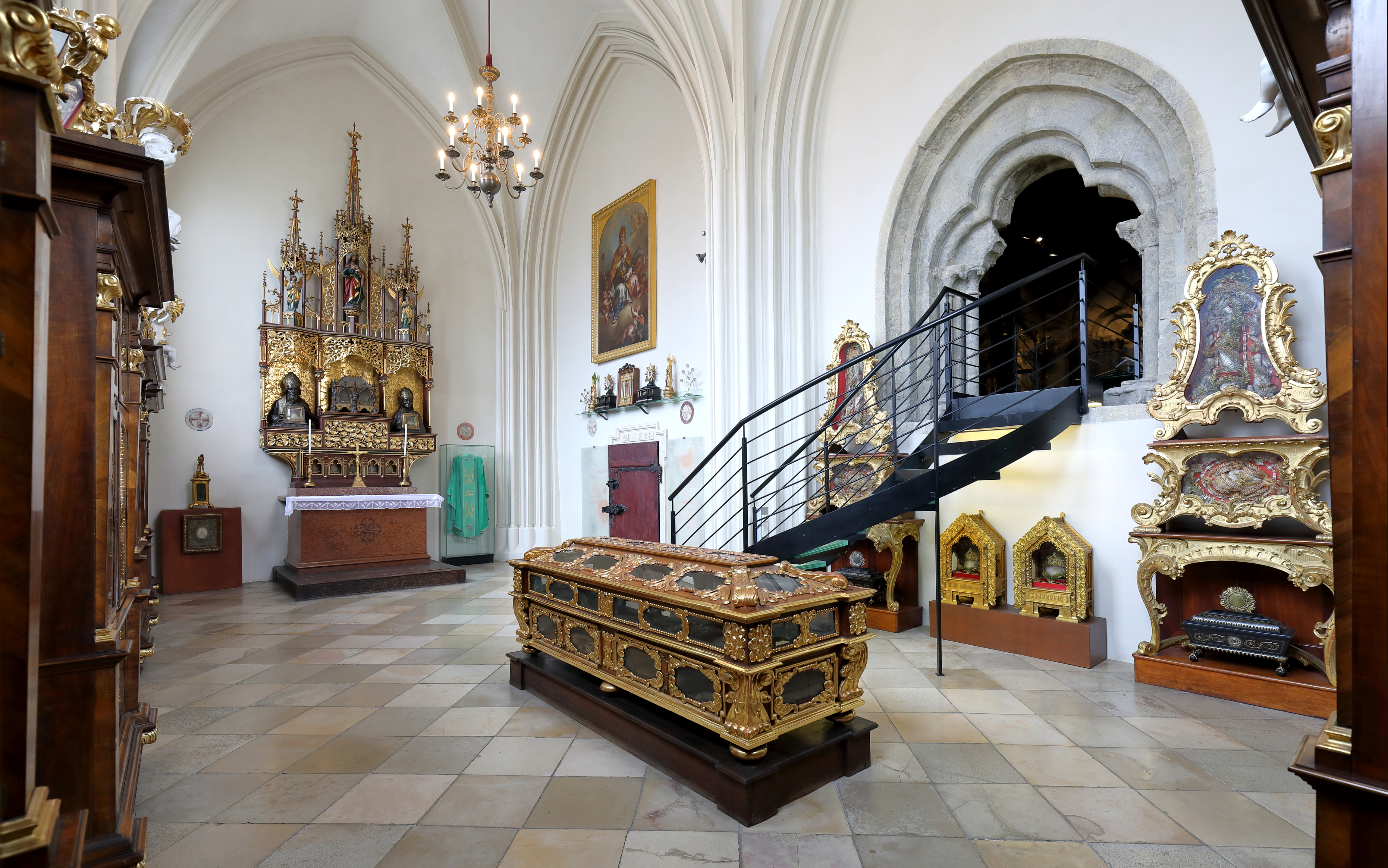
A Valentin-kápolna és a 2012-13-ban épített toronykamrához nyíló átjáró

#### Valentin-kápolna
Az Óriáskaputól balra, közvetlenül a Savoyai Jenő-kápolna felett és az északi Pogány-torony mellett található a Valentin-kápolna, amely 1480 körül készült el. Itt található a székesegyház fontos emlékeinek gyűjteménye, amelyek egészen IV. Rudolf hercegig nyúlnak vissza. A szoba közepén található a szarkofág Szent Valentin csontjaival. A 2012. novemberi helyreállítási munkák során felszentelési kereszteket fedeztek fel a kápolnában, de számos falfirkát is az 1479-es Szent Miklós-nap előtti napokból (profestum nicolai), amelyek egyidejűleg kerültek fel a még nedves vakolatra. A felszentelési keresztek azt jelzik, hogy ezt a kápolnát (vagy legalábbis annak elődjét) 1479-ben szentelték fel; egy másik felszentelést 1507-ből dokumentálnak. A falfirkákon bolond sapkák, címerek, névrészek és a manus beanorum maculant loca sactorum (latinul: „Beani keze festi meg a szent helyeket”) mondatot ábrázolják, és azt bizonyítják, hogy a diákok beavatási rituáléjára itt került sor. Az érintett neve is fennmaradt: Jeronymus Kisling, egy a bécsi kereskedőcsalád fia, aki később a városi tanács tagja és a bécsi Fugger család üzemeinek vezetője lett.

#### Bertalan-kápolna
A Bertalan-kápolna, más néven királyi vagy hercegi kápolna a hajó déli (jobb) oldalán található, közvetlenül az Eligius-kápolna felett, a déli Pogány-torony mellett. Legfontosabb berendezi tárgyaik, az úgynevezett Habsburg-ablakok az osztrák uralkodóház képviselőinek középkori ábrázolásával, Bécs városának akkor újonnan létrehozott Történeti Múzeumában és az Iparművészeti Múzeumban voltak 1887 óta. 2011-ben az első ilyen ablakot a városvezetés visszaadta a székesegyháznak,  2020-ban pedig egy második ablak is visszakerült a kápolnába. Érdemes megemlíteni a két gótikus zárókövet, amelyek mindegyikén Szent Mihály arkangyal látható, egyszer a lélekmérleggel, a másik alkalommal pedig az ördögöt legyőző sárkányölőként.

#### Katalin- vagy Keresztelőkápolna
Az 1395-ben felszentelt Katalin-kápolna, más néven Keresztelőkápolna az Apostolok hajójának déli oldalán, közvetlenül a magas déli torony mellett található. Nevét IV. Rudolf herceg felesége, Luxemburgi Katalin tiszteletére kapta, alaprajza nyolcszögletű, melyhez egy keskeny apszis csatlakozik, gótikus boltozatát zárókő koronázza. Itt található a keresztelőkút is, amely 1481-ben készült el. A keresztelőkút talapzata nyolcszögletű, fölötte tizennégy oldalú keresztelőkút, a csúcsdísze hétszögű. A kőfaragványokon a hét szentség, az evangélisták és Krisztus életének jelenetei élénk késő gótikus ábrázolásokban jelennek meg. A kápolna bejáratával szemben a török emlékmű maradványai láthatók.

#### Borbála-kápolna
Az 1447-ben felszentelt Szent Borbála-kápolna az északi oldalon, a Nők hajója mellett, az északi torony keleti oldalán található. Eredetileg Szent Orbán védnöksége alatt állt, és függő zárókövei voltak. Az 1470 körüli késő gótikus kereszt rácsaiban, amely az alsó-ausztriai schönkircheni plébániatemplomból származik, ereklyetartók találhatók, az egyikben az auschwitzi koncentrációs táborból származó hamu, a másikban pedig a mauthauseni koncentrációs táborból származó föld található. Szintén a kápolnában látható a boldoggá avatott Maria Restituta Kafka nővérnek, a nemzetiszocializmus áldozatának büsztje, amelyet a neves osztrák művész, Alfred Hrdlicka készített.
A Borbála-kápolnával szemben, a toronyteremben áll az eredeti Zahnwehherrgott („Fogfájós Úristen”) gótikus szobra. A gótikus kőfigura eredetileg a székesegyházon kívül, a központi kórus elején helyezkedett el, ott 1960 óta egy másolat helyettesíti. A legenda szerint a korabeli diákok gúnyt űztek belőle, mert úgy nézett ki, mintha fájt volna a foga, ám ezután őket is utolérte a fogfájás, és emiatt bocsánatot kellett kérniük.

### Ablakok
A Szent István-székesegyház eredeti színes középkori üvegablakait színtelen ablakokra cserélték a barokk felújítások során. Ebben a korban a világos templombelsőket részesítették előnyben, így a régi ablakokat már nem érezték elég időtállónak. A 19. században ismét nagyon színes és pompás neogótikus stílusú ólomüvegablakokat építettek be. Ezek a második világháború során a bombázások és a templomtűz miatt jórészt elpusztultak. A háború utáni időszak egyszerű üvegablakai Tirol ajándékaként készültek. Csak a 19. században erősen kiegészített és a maradványokból összerakott főoltár mögötti ablakok származnak a középkorból. A főorgona mögötti rózsaablakban található ólomüveg ablak modern kialakítású.
A történelmi üvegablakok közül a Bertalan-kápolna 14. századból származó ablakai is részben fennmaradtak. 1887-ben Bécs városa ezekből 40 ablakot adományozott az új várostörténeti múzeumának, részben ajándékként, részben letétbe. 2011-ben visszaküldték az első ilyen ablakot a székesegyházba. A tervek szerint a történelmi ablaktáblákat 2020-ban visszahelyezik eredeti helyükre.

A templom tájolása lehetővé teszi a látogatók számára, hogy egy-egy fényjátékot láthassanak az év két különleges napján, délben: december 26-án, a templom védőszentjének ünnepnapján a főoltáron lévő ikonját a nap világítja meg, míg január 6-án vízkeresztkor a három napkeleti bölcs három koronája ragyog a rájuk irányuló fénysugárban.

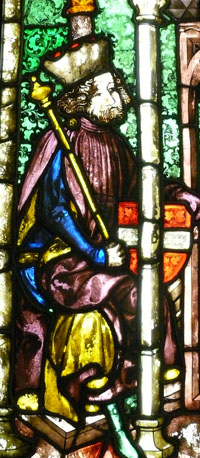
I. Lipótot ábrázoló középkori üvegablak
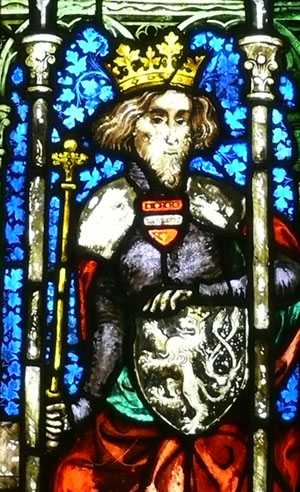
I. Rudolf középkori ábrázolása
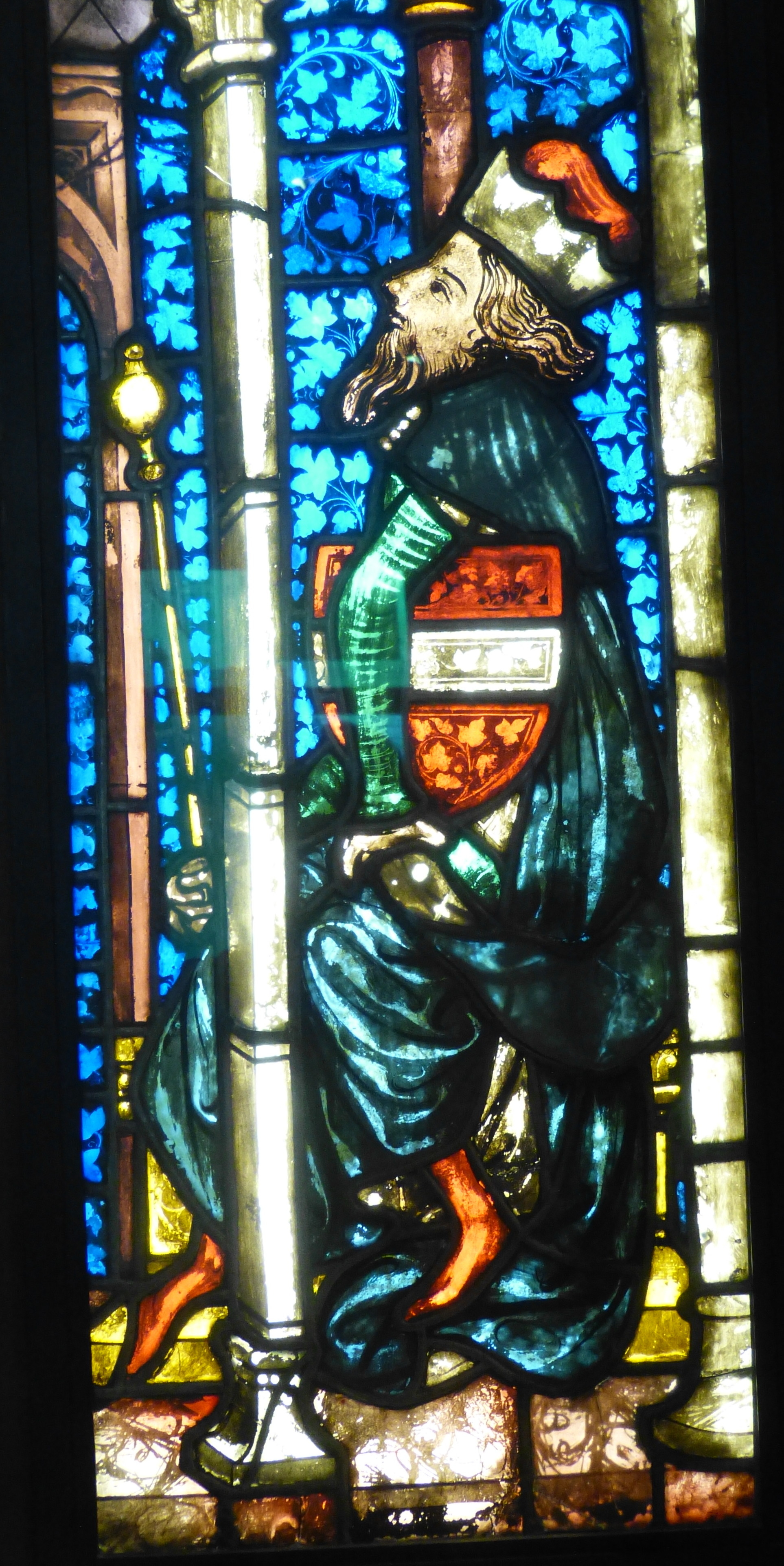
IV. Rudolf ábrázolása
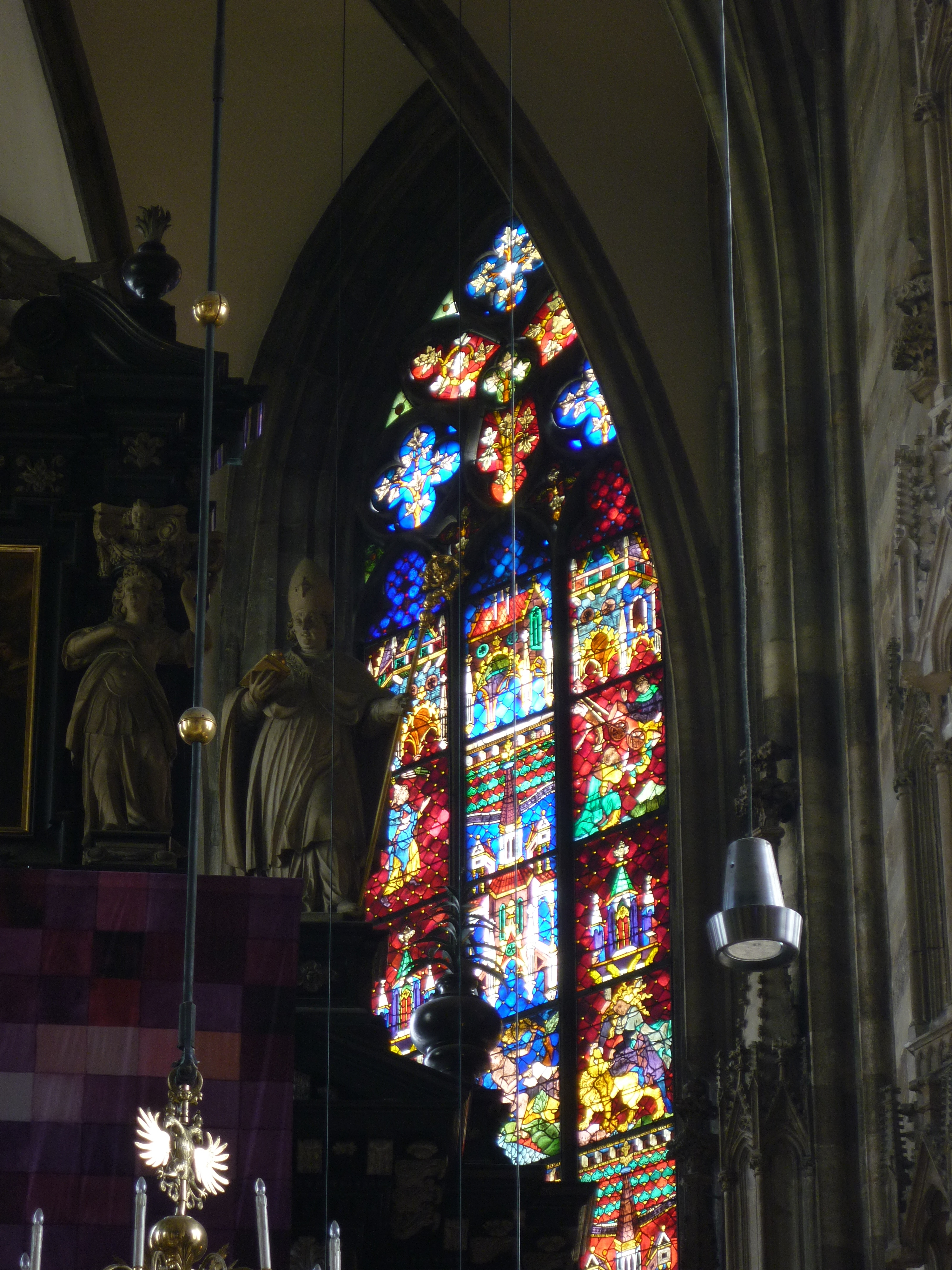
Színes gótikus üvegablakok a főoltár mögött
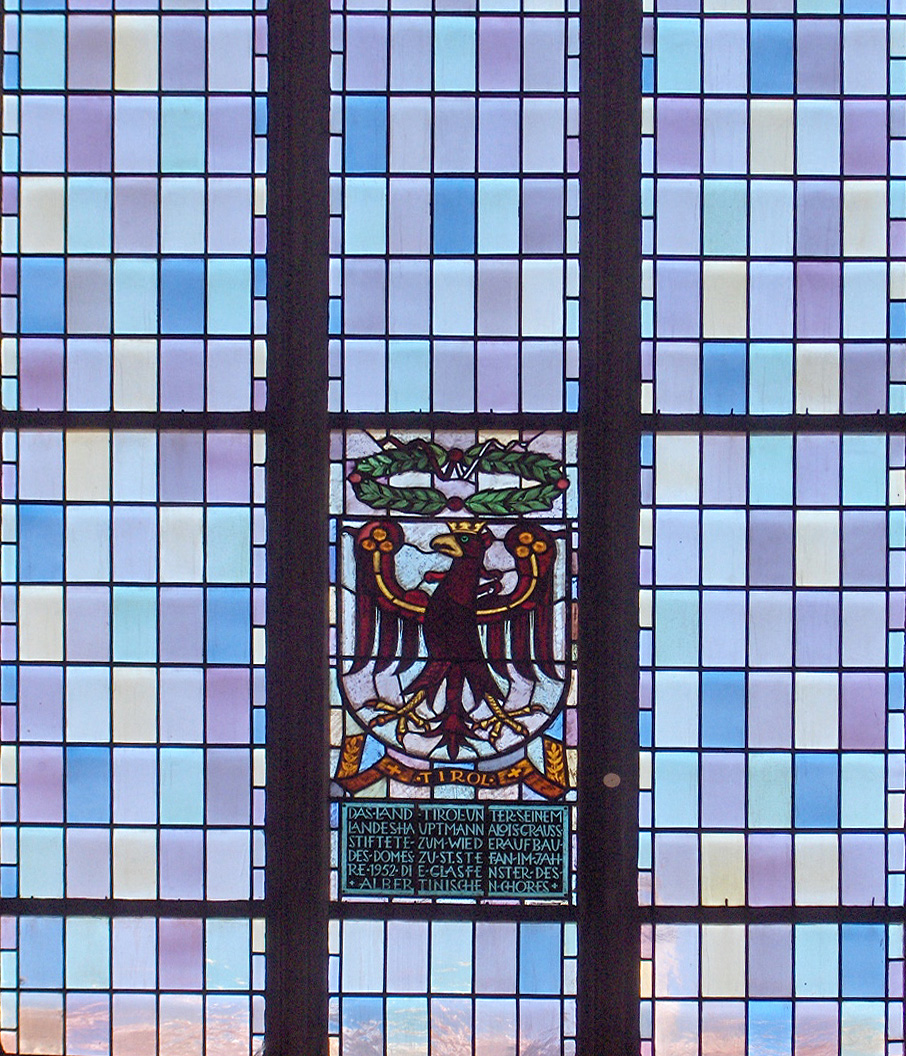
Tirol által adományozott modern ablak az 1950-es évekből
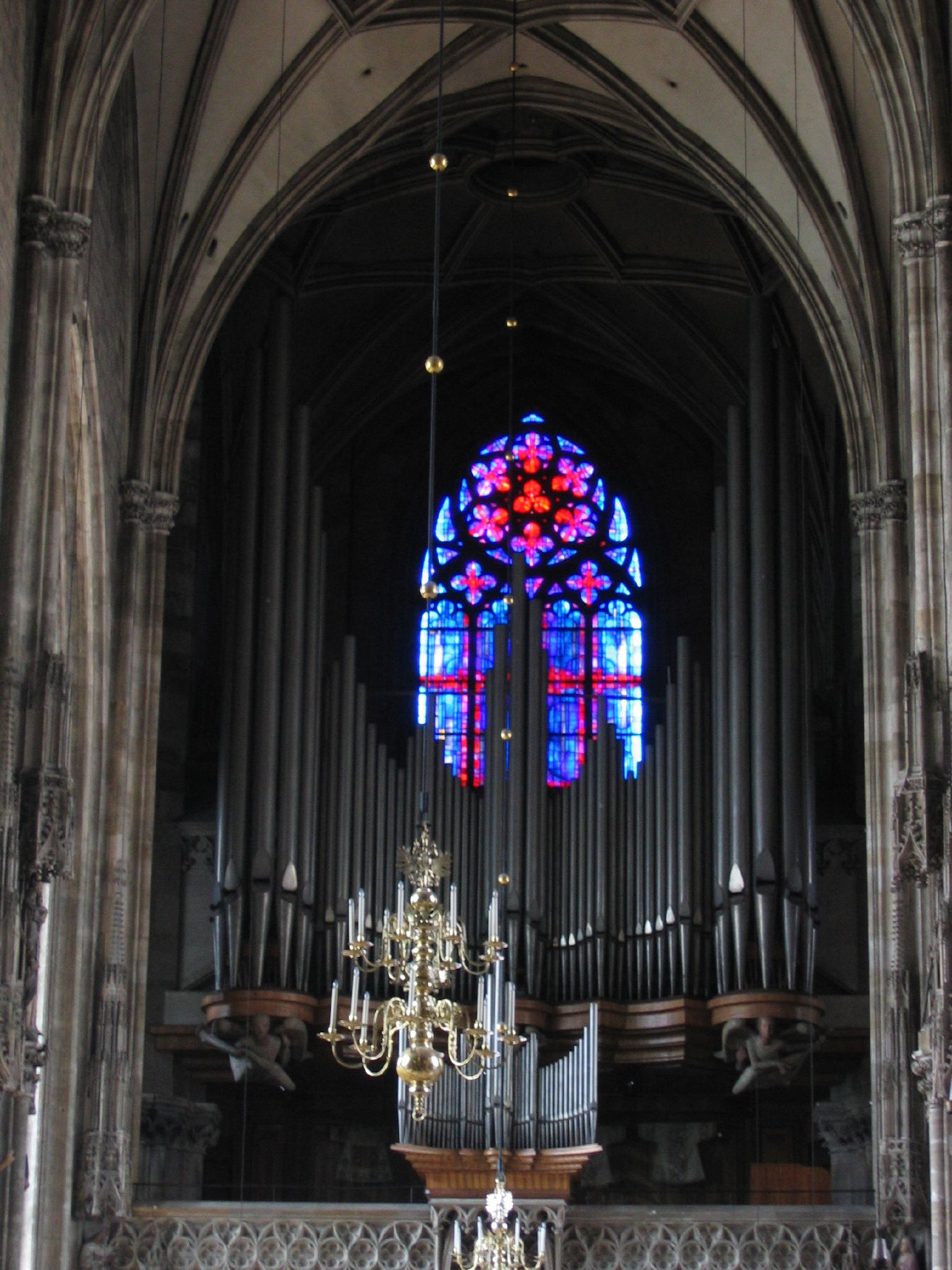
A főorgona mögötti modern ablak
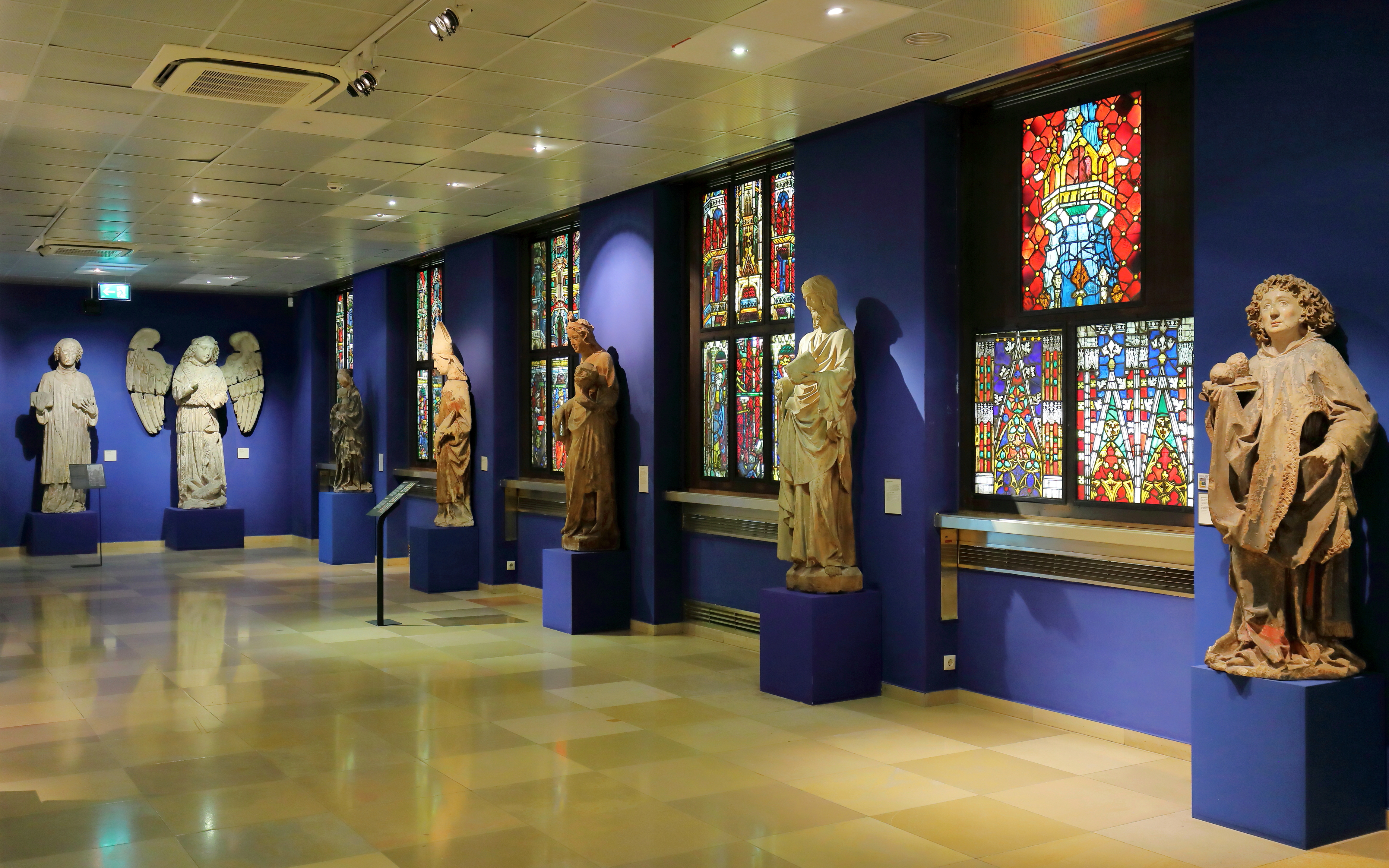
Néhány eredeti ablaktábla a várostörténeti múzeumban kiállítva
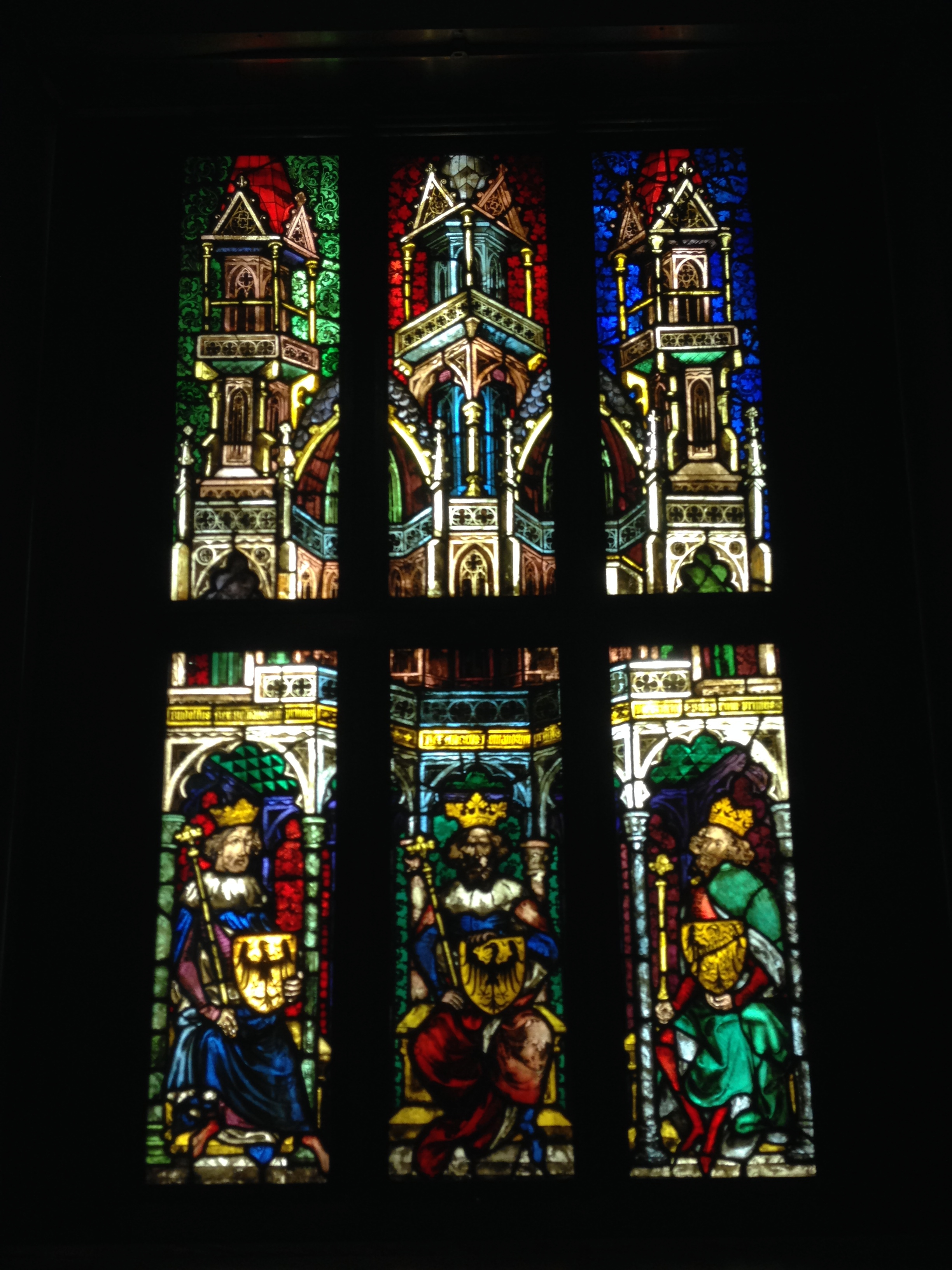
Eredeti ólomüvegtáblák a múzeumban kiállítva

## Katakombák

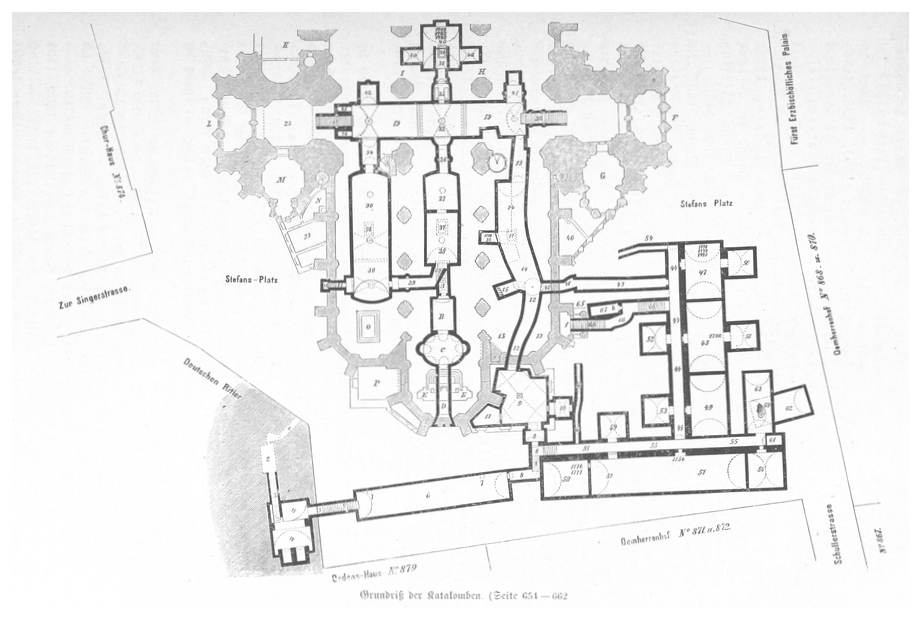
A katakombák alaprajza (Bermann: Alt- und Neu-Wien, 1880.)

A székesegyház alatt egy kiterjedt, mintegy 30 sírkamrából álló rendszer található, amelyeket a 19. század óta neveznek katakombának. A bal oldali folyosón lévő lépcsőn és a feszület kápolnán keresztül lehet megközelíteni. A katakombák magja a fejedelmi sírkamráig nyúlik vissza, amelyet IV. Rudolf herceg építtetett 1363 körül, és ma hercegi kripta (Herzogsgruft) néven ismert. A hercegi kriptát Mária Terézia uralma alatt jelentősen kibővítették.
A felszíni temető 1732. április 25-i bezárása után 1745-től létrehozták az új kriptákat, amelyek nem a székesegyház, hanem a Stephansplatz alatt találhatók. A katedrális külső részén található Kapisztrán-szószék melletti kápolnán keresztül lehetett megközelíteni. Összesen több mint 10 000 holttestet helyeztek el itt. Ezt a gyakorlatot 1783-ban II. József császár betiltotta, de sok maradvány továbbra is a katedrális alatt maradt. A 20. században több sírkamra megsemmisült, amikor a téren egy mélygarázs épült. A katakombák egy része tárlatvezetéssel látogatható.

### Hercegi kripta
A hercegi kripta a központi kórus alatti boltíves helyiségben található ovális helyiség, amely két részből áll. A fő részben az Habsburg-ház tagjainak 16 koporsója, a falfülkékben olyan tárolók is találhatók, amelyekben az uralkodócsalád azon 76 tagjának a belső szerveit helyezték ide, akiknek a teste 1633 óta a kapucinus templom császári kriptájában, szíve pedig 1637-től az Ágoston-rendi templomban lett eltemetve.
A hercegi kriptába az alábbi személyeket temették:
- III. Frigyes német király és osztrák herceg (1289 – 1330)
- III. Frigyes osztrák herceg (1347 – 1362)
- IV. Rudolf osztrák főherceg (1339 – 1365)
- Luxemburgi Katalin (1342 –  1395) IV. Rudolf felesége
- III. Albert osztrák herceg (1348 – 1395)
- IV. Albert osztrák herceg (1377 – 1404)
- Vilmos osztrák herceg (1370 – 1406)
- IV. Lipót osztrák herceg (1371 – 1411)
- György herceg (1435), Habsburg Albert magyar és cseh király, osztrák herceg fia
- VI. Albert osztrák herceg (1418 – 1463)
- Ferdinánd herceg (1551 – 1552), Habsburg Miksa magyar és cseh király, német-római császár és osztrák főherceg fia
- Mária hercegnő (1564 ), Habsburg Miksa magyar és cseh király, német-római császár és osztrák főherceg leánya
- Károly herceg (1565 – 1566), Habsburg Miksa magyar és cseh király, német-római császár és osztrák főherceg fia
- Ausztriai Erzsébet francia királyné (1554 – 1592), IX. Károly felesége
- Gonzaga Eleonóra magyar királyné (1598 – 1655) II. Ferdinánd második felesége. Holttestét 1783-ban szállították ide a karmelita kolostorból, amelyet Leopoldstadtban ő alapított.

A hercegi kriptába temették el az alábbi személyek belső szerveit:
- Habsburg–Tiroli Anna magyar királyné (1585 – 1618), II. Mátyás felesége
- II. Mátyás magyar király (1557 – 1619), emellett német-római császár, cseh király és osztrák főherceg
- II. Ferdinánd magyar király (1578 – 1637), emellett német-római császár, cseh király és osztrák főherceg
- IV. Ferdinánd (1633 – 1654) megkoronázott magyar király, emellett német és cseh király, valamint osztrák főherceg
- III. Ferdinánd magyar király (1608 – 1657), emellett német-római császár, cseh király és osztrák herceg
- Ferdinánd József herceg (1657 – 1658), III. Ferdinánd legfiatalabb fia
- Habsburg Lipót Vilmos főherceg (1614–1662), Olmütz, Passau és Boroszló püspöke, németalföldi kormányzó, a Német Lovagrend nagymestere
- Habsburg Károly József főherceg (1649–1664); Olmütz, Passau és Boroszló püspöke, a Német Lovagrend nagymestere
- Ferdinánd Vencel főherceg (1667 – 1668), I. Lipót fia
- Mária Anna Antónia főhercegnő (1672 – 1672), I. Lipót leánya
- Margit Terézia magyar királyné (1651 – 1673), I. Lipót első felesége
- Anna Mária Zsófia (1674 – 1674), I. Lipót leánya
- Klaudia Felicitász magyar királyné (1653 – 1676) I. Lipót második felesége
- Mária Jozefa Klementina (1675 – 1676), I. Lipót leánya
- Gonzaga Eleonóra magyar királyné (1628 – 1686), III. Ferdinánd felesége
- Mária Margit főhercegnő (1690 – 1691), I. Lipót legkisebb leánya
- Habsburg Mária Antónia főhercegnő (1669 – 1692), II. Miksa Emánuel bajor választófejedelem felesége
- Mária Terézia főhercegnő (1684 – 1696), I. Lipót leánya
- Lipót József főherceg (1700 – 1701), I. József fia
- Mária Jozefa főhercegnő (1687 – 1703), I. Lipót leánya
- I. Lipót magyar király (1640 – 1705), emellett német-római császár, cseh király és osztrák főherceg
- I. József magyar király (1678 – 1711), emellett német-római császár, cseh király és osztrák főherceg
- Lipót János főherceg (1716), az utolsó férfi egyenesági Habsburg leszármazott
- Habsburg Mária Anna lotaringiai hercegné (1718–1744)
- Mária Erzsébet főhercegnő (1737 – 1740), a Habsburg–Lotaringiai-ház első tagja, Mária Terézia és I. Ferenc első gyermeke
- III. Károly magyar király (1685 – 1740), emellett német-római császár, cseh király és osztrák főherceg
- Mária Karolina főhercegnő (1740 – 1741) Mária Terézia és I. Ferenc leánya
- Habsburg Mária Erzsébet főhercegnő (1680 – 1741), Németalföld kormányzója
- Habsburg Mária Anna lotaringiai hercegné (1718 – 1744), Németalföld társkormányzója
- Erzsébet Krisztina magyar királyné (1691 – 1750) III. Károly felesége
- Habsburg–Lotaringiai Károly József főherceg (1745 – 1761), Mária Terézia és I. Ferenc fia
- Habsburg–Lotaringiai Mária Johanna főhercegnő (1750 – 1762), Mária Terézia és I. Ferenc leánya
- I. Ferenc német-római császár (1708 – 1765), herceg, Mária Terézia férje és társuralkodója
- Mária Terézia magyar királynő (1717 – 1780), emellett cseh királynő, osztrák főhercegnő, német-római császárné
- Lujza Erzsébet főhercegnő (1790 – 1791), I. Ferenc leánya
- II. Lipót magyar király (1790 – 1791), emellett német-római császár, cseh király, toszkán nagyherceg és osztrák főherceg
- Mária Ludovika magyar királyné (1745 – 1792), II. Lipót felesége
- Karolina Leopoldina főhercegnő (1794 – 1795), I. Ferenc leánya
- Sándor Lipót főherceg (1795), II. Lipót fia

### Püspöki kripta
A püspöki kriptában a következő bécsi püspökök, herceg-püspökök, herceg-érsekek és érsekek rézkoporsói találhatók:
- Melchior Khlesl (regnált: 1598 – 1630) bíboros, bécsi püspök
- Emerich Sinelli (1681 – 1685) hercegpüspök
- Ernst Graf von Trautson (1685 – 1702) hercegpüspök
- Kollonich Zsigmond (1716 – 1751) bíboros, 1622-től Bécs első hercegérseke
- Johann Joseph Graf von Trautson (1751 – 1757) bíboros hercegérsek
- Migazzi Kristóf Antal (1757 – 1803) bíboros hercegérsek
- Sigismund Anton Graf von Hohenwart (1803 – 1820) hercegérsek
- Joseph Othmar Ritter von Rauscher (1853 – 1875) bíboros hercegérsek
- Johann Rudolf Kutschker (1876 – 1881) bíboros hercegérsek
- Cölestin Joseph Ganglbauer (1881 – 1889) bíboros hercegérsek
- Anton Josef Gruscha (1890 – 1911) bíboros hercegérsek
- Franz Xaver Nagl (1911 – 1913) bíboros hercegérsek
- Friedrich Gustav Piffl (1913 – 1932) bíboros, az utolsó hercegérsek
- Theodor Innitzer (1932 – 1955) bíboros, bécsi érsek
- Franz Jachym († 1984) érsek-koadjutor
- Franz König (1956–1986) bíboros érsek[47]

## Harangok
A Szent István-székesegyház 22 haranggal rendelkezik, ezek közül 18 liturgikus célokat szolgál, kettő pedig óraharang, további két harang pedig működésképtelen és nem szólaltatható meg. A legfontosabb és leghíresebb harang a Pummerin.

### Pummerin
A templom legnagyobb harangja a Pummerin, amely az északi toronyban lóg. Ez Ausztria legnagyobb, valamint Nyugat- és Közép-Európa harmadik legnagyobb harangja. 1951-ben elődjének anyagából öntötték a második világháború után Felső-Ausztria tartomány ajándékaként. Csak nagy egyházi ünnepekkor, valamint szilveszterkor és különleges alkalmakkor (például az osztrák államszerződés aláírásának évfordulóján, a szövetségi elnök halálakor, új pápa megválasztáskora) kondítják meg.
| Név      | Hang (a1 = 435 Hz, félhang = 8/16) | Tömeg (kg)                | Átmérő (mm) | Öntés éve | Harangöntő                  |
| Pummerin | c0 +4/16                           | 20 130 (harangnyelv: 613) | 3 140       | 1951      | Glockengießerei St. Florian |

### A főhangzás
A főhangzásnak, németül esetleg Festgeläutnak, azaz ünnepi hangzásnak nevezett egység tizenegy harangból áll, amelyeket a bécsi Pfundner harangöntöde készített 1960-ban, és amelyeket a magas déli torony harangkamrájában függesztettek fel. Az 1980-as években telepített 3 kis harang nyelvét leszámítva évtizedekig semmi sem változott sem az elektronikában, sem a harangvezérlésben. 2017 júliusában a régi harangvezérlést egy új érintőképernyős számítógép váltotta fel, majd az egész szerkezetet 2020 elején az innsbrucki Grassmayr öntöde felújította, új vezérléssel és fa jármokkal látta el a harangokat, illetve a nagyobb harangnyelvek is cserélve lettek.
A nagy Stephanus-harang (1), amelyet hagyományosan Halbpummerinnek is neveznek, a székesegyház másik ünnepi harangja a Pummerin mellett, és a jeles napokon az alaphangzást biztosítja. Vasárnapi főmise esetén a hangzás a Leopold-harangra (2)épül, a többi vasárnapi misére és a hétköznapi misékre kisebb, hét vagy három harangból álló csoportok szólalnak meg. Minden hétköznap az úrangyala reggel 7-kor, 12-kor és 19-kor szól a Christophorus-haranggal (3), míg nagypénteken 15 órakor a Leopold-haranggal szól. Az esti úrangyal után a lélekharangot (9) használják.
| Szám | Név                            | Hang (a1 = 435 Hz, félhang = 8/16) | Tömeg (kg) | Átmérő (mm) | Öntés éve | Harangöntő               |
| 1    | Stephanusglocke (Halbpummerin) | g0 +11/16                          | 5 221,5    | 1 987       | 1960      | Glockengießerei Pfundner |
| 2    | Leopoldsglocke                 | c1 +8/16                           | 2 193      | 1 506       | 1960      | Glockengießerei Pfundner |
| 3    | Christophorusglocke            | es1 +13/16                         | 1 286      | 1 257       | 1960      | Glockengießerei Pfundner |
| 4    | Leonhardsglocke                | f1 +8/16                           | 956        | 1 120       | 1960      | Glockengießerei Pfundner |
| 5    | Josefsglocke                   | g1 +12/16                          | 593        | 1 000       | 1960      | Glockengießerei Pfundner |
| 6    | Petrus-Canisius-Glocke         | b1 +11/16                          | 388        | 860         | 1960      | Glockengießerei Pfundner |
| 7    | Pius-X.-Glocke                 | c2 +8/16                           | 266,9      | 750         | 1960      | Glockengießerei Pfundner |
| 8    | Allerheiligenglocke            | d2 +8/16                           | 261,4      | 710         | 1960      | Glockengießerei Pfundner |
| 9    | Clemens-Maria-Hofbauer-Glocke  | f2 +11/16                          | 108,9      | 560         | 1960      | Glockengießerei Pfundner |
| 10   | Erzengel-Michael-Glocke        | a2 +9/16                           | 63,9       | 450         | 1960      | Glockengießerei Pfundner |
| 11   | Tarzisiusglocke                | c3 +11/16                          | 44,4       | 390         | 1960      | Glockengießerei Pfundner |

### Az északi Pogány-torony harangjai

#### A mellékhangzás
Az északi Pogány-toronyban lógnak a dóm történelmi harangjai. Minden csütörtök este szólóban szólal meg a Feuerin Krisztus szenvedéseire emlékezve, a többi harang pedig a szombati és a vasárnapi vesperást harangozza. 2017 óta a mellékhangzás harangjai szólnak az esti úrangyala idején. Péntekenként az esti ima után a Chorglöckl emlékezik meg mindazokról, akik az elmúlt héten haltak meg. Az esti angelus után szombaton a Churpötsch szólistaként szólal meg.
A Kantnerin, a Fehringerin és a Bieringerin alkotják az úgynevezett Asperges-hangzást.
A Chorglöckl az 1276. évi nagy bécsi tűzvész utáni évekből származik. Harangöntőjétől, Konrad von Münchentől fennmaradt még a Ruprechtskirche egyik harangja. A Chorglöcklt 2017-ben az innsbrucki Grassmayr harangöntödében felújították, és 2017 februárjában visszaszerelték korábbi helyére. Harangnyelvét, amelyet utoljára a barokk korban újítottak fel, az északi Pogány-torony egyik falrésében rejtették el. Ez a kis harang korábban miseharangként szolgált és eredetileg a mai helyén lógott, ez a katedrális legrégebbi fennmaradt harangja. A régi harangokat, amelyek közül 6 élte túl a háborút, eredetileg elosztották az északi torony, a déli torony és a két Pogány-torony között. Az 5–9-es harangok az északi Pogány-toronyban lógtak. A déli párjában a 3-4 harangok, az alacsony északi toronyban a Halbpummerin (Szent János-harang), a magas déli toronyban pedig a régi Pummerin lakott néhány kisebb haranggal. Ezek közül a legnagyobb harangok megsemmisültek az 1945-ös tűzvészben, a túlélőket pedig ugyan megtartották, de a harangozás szerepét az újonnan öntött főhangzás vette át.
A harangok régi diszpozíciója a következő volt: H°°, e°, gis°, c', dis', dis', fis', gis', c'', g'', ezzel a templom harangzúgása disszonánsnak és ijesztőnek hatott. A H°° hangú régi Pummerin ma a világ legmélyebb hangú lengőharangja lenne.
| Szám | Név                                     | Hang (a1 = 435 Hz, félhang = 8/16) | Tömeg (kg, becsült) | Átmérő (mm) | Öntés éve  | Harangöntő            |
| 1    | Feuerin (Feuer- vagy Ratsglocke)        | dis1 ±0                            | 1 750               | 1 410       | 1879       | Friedrich Gössner     |
| 2    | Kantnerin vagy Gnandt (Genanntenglocke) | dis1 +2/16                         | 1 250               | 1 300       | 1772       | Franz Josef Scheichel |
| 3    | Fehringerin                             | fis1 +4/16                         | 750                 | 1 100       | 1772       | Franz Josef Scheichel |
| 4    | Bieringerin (Bierglöckl)                | gis1 +7/16                         | 530                 | 980         | 1772       | Franz Josef Scheichel |
| 5    | Churpötsch                              | c2 +11/16                          | 290                 | 790         | 1772       | Franz Josef Scheichel |
| 6    | Chorglöckl                              | g2 +8/16                           | 212                 | 620         | 1280 körül | Konrad von München    |

#### Óraharangok
A harangszékben két harang csatlakozik az óraszerkezethez, és jelzi az idő múlását. A negyed órákat a Primglöcklein üti, a teljes órákat pedig a Uhrschälle megkondulása jelzi.
| Szám | Név           | Hang (a1 = 435 Hz, félhang = 8/16) | Tömeg (kg, becsült) | Átmérő (mm) | Öntés éve | Harangöntő                 |
| 1    | Uhrschälle    | des1 +4/16                         | 1 500               | 1 490       | 1449      | J. Straiffing & P. Obrecht |
| 2    | Primglöcklein | g2 −4/16                           | 140                 | 600         | 1771      | Franz Josef Scheichel      |

### Egyéb harangok
Két kisharangot, amelyek túlélték az 1942-es harangbegyűjtést és a beolvasztást, a Pummerin harangszékében helyeztek el a padlóra, így ezeket nem lehet használni. Nevük szerint főleg egyedi alkalmakkor használták őket. A Speisglöcklt szólaltatták meg, amikor a pap a szent útravalót (latinul viaticum) és a betegek kenetét szolgáltatta ki egy haldoklónak, a Zügenglöckl pedig arra buzdította az embereket, hogy imádkozzanak azokért, akik éppen haldokolnak. Ezt a két harangot egykor a magas déli toronyba akasztották fel az azóta leszerelt toronyóra harangjai mellé. 2017 előtt a harmadik harang a Chorglöckl volt, amelynek sorsa megegyezett a másik két haranggal, ezt szintén a Pummerinnél állították fel, később azonban áthelyezték a mellékhangzás harangszékébe, ahol ismét beüzemelték,és azóta ott szól.
| Név         | Hang (a1 = 435 Hz, félhang = 8/16) | Tömeg (kg, becsült) | Átmérő (mm) | Öntés éve | Harangöntő          |
| Speisglocke | c2 ±0                              | 240                 | 735         | 1746      | Joh. Josef Pfrenger |
| Zügenglocke | es2 −6/16                          | 150                 | 650         | 1830      | Bartholomäus Kaffel |

## Emlékezetes magyar istentisztelet
A Stephansdom adott helyet 2013. január 25-én este 7 órai kezdettel a VI. Balassi-mise nevű istentiszteletnek. Ezen Kiss-Rigó László megyéspüspök az adott évben átnyújtandó két Balassi Bálint-emlékkardot szentelte meg. A mise, amelyen – a templom egyik osztrák sekrestyésének utólag jelzett becslése szerint – mintegy kilencszáz, zömmel magyar hívő volt jelen, a magyar Himnusz eléneklésével ért véget. A zenei szolgálatot a Misztrál együttes és a felvidéki – somorjai központú – Magyar Pedagógusok Kórusa teljesítette. Könyörgést olvasott fel Hölvényi György, a magyarországi Emberi Erőforrások Minisztériumának államtitkára, Molnár Pál, a Balassi Bálint-emlékkard irodalmi díj alapítója, és Szalay-Bobrovniczky Vince nagykövet. Balassi-emlékérmet – Rieger Tibor M. S. mester díjas szobrász alkotását – vehetett át Ägidius Zsifkovics, a Kismartoni egyházmegye megyéspüspöke.

## Megközelítés
A székesegyház helyi tömegközlekedéssel igen könnyen elértető. Közvetlenül mellette van a Stephansplatz metróállomás, ahol az U1-es és az U3-as metró is megáll. Az 1A, 2A és 3A jelzésű autóbuszokról szintén a Stephansplatz megállónál kell leszállni.